# Zgodovina Indije
Po soglasju sodobne genetike so anatomsko moderni ljudje prvič prispeli na Indijsko podcelino iz Afrike med 73.000 in 55.000 leti. Vendar pa so prvi znani človeški ostanki v južni Aziji stari 30.000 let. Sedentarnost, ki vključuje prehod od iskanja hrane h kmetovanju in pašniku, se je začela v južni Aziji okoli leta 7000 pr. n. št. Na lokaciji Mehrgarh je mogoče dokumentirati njegovo prisotnost z dokazi o udomačevanju pšenice in ječmena, ki so ji hitro sledili koze, ovce in govedo. Do leta 4500 pr. n. št. se je tako naseljeno življenje vse bolj širilo in se začelo postopoma razvijati v civilizacijo doline Inda, ki je bila sočasna s Starim Egiptom in Mezopotamijo. Ta civilizacija je cvetela med letoma 2500 pr. n. št. in 1900 pr. n. št. v današnjem Pakistanu in severozahodni Indiji in je bila znana po svojem urbanističnem načrtovanju, hišah iz žgane opeke, dodelani drenaži in oskrbi z vodo.
Na začetku 2. tisočletja pred našim štetjem je vztrajna suša povzročila, da se je prebivalstvo doline Inda razbežalo iz velikih urbanih središč v vasi. Približno v istem času so se indo-arijska plemena preselila v Pandžab iz Srednje Azije v več valovih selitve. Vedsko obdobje (1500–500 pr. n. št.) je zaznamovalo sestavljanje njihovih velikih zbirk himn, imenovanih Vede. Njihov sistem varn, ki se je razvil v kastni sistem, je sestavljala hierarhija svečenikov, bojevnikov, svobodnih kmetov in služabnikov. Pastirski in nomadski Indo-Arijci so se razširili iz Pandžaba v Gangeški nižini, kjer so velike površine izkrčili zaradi kmetijstva. Sestavljanje vedskih besedil se je končalo okoli leta 600 pr. n. št., ko je nastala nova, medregionalna kultura. Nato so se majhna kraljestva (džanapadas) združila v večje države (mahadžanapadas).
Zgodila se je druga urbanizacija, ki je prišla z vzponom novih asketskih gibanj in verskih konceptov v Veliki Magadi, vključno z vzponom džainizma in budizma. Ti so nasprotovali naraščajočemu vplivu brahmanizma in primatu obredov, ki so jih pogosto vodili brahmanski svečeniki, ki so bili povezani z vedsko religijo. Kot odgovor na uspeh teh gibanj je bilo slednje sintetizirano s prej obstoječimi verskimi kulturami podceline, kar je povzročilo hinduizem.
Čandragupta Maurja je pod vodstvom Ačarje Čanakja uspel zrušiti imperij Nanda in ustanovil prvo velik imperij v starodavni Indiji, Maurijsko cesarstvo. Večino indijske podceline je v 4. in 3. stoletju pred našim štetjem osvojilo Maurijsko cesarstvo. Od 3. stoletja pr. n. št. naprej sta v južni Indiji začeli cveteti prakritska in palijska literatura na severu ter tamilska sangamska literatura. Jeklo Wootz izvira iz južne Indije v 3. stoletju pred našim štetjem in so ga izvažali. Maurijsko cesarstvo je propadlo leta 185 pred našim štetjem, ko je njegov general Pušjamitra Šunga ubil takratnega cesarja Brihadratha. Šunga je nadaljeval z oblikovanjem Šunga cesarstva na severu in severovzhodu podceline, medtem ko bi Grško-baktrijsko kraljestvo zahtevalo severozahod in ustanovilo Indo-grško kraljestvo. Različnim delom Indije so vladale številne dinastije, vključno z Guptskim imperijem v 4. do 6. stoletju našega štetja.
To obdobje, ki je priča hindujskemu verskemu in intelektualnemu ponovnemu vzponu, je znano kot klasična Indija ali zlata doba Indije. V tem času so se vidiki indijske civilizacije, administracije, kulture in vere razširili v večji del Azije. Kraljestva v južni Indiji so imela pomorske poslovne povezave z Bližnjim vzhodom in Sredozemljem. Indijski kulturni vpliv se je razširil na številne dele jugovzhodne Azije, kar je pripeljalo do ustanovitve indijaniziranih kraljestev v regiji, ki so oblikovala Veliko Indijo.
Najpomembnejši dogodek med 7. in 11. stoletjem je bil tristranski boj, osredotočen v kraju Kanaudž, ki je trajal več kot dve stoletji med imperijem Pala, cesarstvom Raštrakuta in cesarstvom Gurdžara-Pratihara. V južni Indiji je od sredine 5. stoletja prišlo do vzpona številnih imperialnih sil, predvsem imperijev Čalukja, Čola, Palava, Čera, Pandjan in Zahodni Čalukja. Dinastija Čola je v 11. stoletju osvojila južno Indijo in uspešno vdrla v dele jugovzhodne Azije, Šrilanke, Maldivov in Bengalije. V zgodnjem srednjem veku je indijska matematika, vključno s hindujskimi številkami, vplivala na razvoj matematike in astronomije v arabskem svetu, vključno z oblikovanjem hindujsko-arabskega številskega sistema.
Islamska osvajanja so omejeno prodrla v sodobni Afganistan in Sindh že v 8. stoletju, čemur so sledili vdori Mahmuda Ghaznija.
Delhijski sultanat so leta 1206 n. št. ustanovili srednjeazijski Turki, ki so vladali večjemu delu severne indijske podceline v zgodnjem 14. stoletju, vendar je propadel v poznem 14. stoletju in videl prihod Dekanskega sultanata. Bogati Bengalski sultanat se je prav tako pojavil kot velika sila, ki je trajala več kot tri stoletja. V tem obdobju je nastalo tudi več močnih hindujskih držav, zlasti imperij Vidžajanagara in Radžputske dinastije in države, kot je Mevar. V 15. stoletju se je pojavil sikhizem.
Zgodnje novoveško obdobje se je začelo v 16. stoletju, ko je Mogulsko cesarstvo osvojilo večino Indijske podceline, kar je nakazalo protoindustrializacijo, postalo največje svetovno gospodarstvo in proizvodna sila, z nominalnim BDP, ki je znašal četrtino svetovnega BDP, kar je bilo boljše od tistega v Evropi. V zgodnjem 18. stoletju so Moguli postopoma propadali, kar je Marathom, Sikhom, Misorejcem, Nizamom in Navabom iz Bengalije omogočilo nadzor nad velikimi regijami Indijske podceline.
Od sredine 18. stoletja do sredine 19. stoletja je velika območja Indije postopoma priključila Vzhodnoindijska družba, pooblaščena družba, ki deluje kot suverena sila v imenu britanske vlade. Nezadovoljstvo z vladavino podjetja v Indiji je privedlo do indijskega upora leta 1857, ki je pretresel dele severne in osrednje Indije ter povzročil razpustitev podjetja. Indiji je pozneje neposredno vladala britanska krona v Britanskem Radžu. Po prvi svetovni vojni je vsedržavni boj za neodvisnost sprožil Indijski nacionalni kongres, ki ga je vodil Mahatma Gandhi, znan po nenasilju. Kasneje se je Vseindijska muslimanska liga zavzemala za ločeno nacionalno državo z muslimansko večino. Britansko indijski imperij je bil avgusta 1947 razdeljen na dominion Indija in dominion Pakistan, vsak pa je pridobil svojo neodvisnost.

## Prazgodovinsko obdobje (do približno 3300 pr. n. št.)
Ocenjuje se, da je širjenje hominina iz Afrike doseglo Indijsko podcelino pred približno dvema milijonoma let in verjetno že 2,2 milijona let pred sedanjostjo. To datiranje temelji na znani prisotnosti Homo erectusa v Indoneziji 1,8 milijona let pred sedanjostjo in v vzhodni Aziji 1,36 milijona let pred sedanjostjo, kot tudi na odkritju kamnitih orodij v Rivatu v dolini reke Soan v regiji Pabbi Hills v Pakistanu. Čeprav so bila navedena nekatera starejša odkritja, predlagani datumi, ki temeljijo na datiranju rečnih sedimentov, niso bili neodvisno preverjeni.
Najstarejši fosilni ostanki hominina na Indijski podcelini so Homo erectus ali Homo heidelbergensis iz doline Narmada v osrednji Indiji in so datirani približno pol milijona let nazaj. Zahtevali so starejše fosilne najdbe, vendar veljajo za nezanesljive. Pregledi arheoloških dokazov kažejo, da je bila zasedba Indijske podceline s hominini sporadična do pred približno 700.000 leti in je bila geografsko razširjena približno 250.000 let pred sedanjostjo, od te točke dalje pa se arheološki dokazi o prisotnosti pračloveka pogosto omenjajo.

### Neolitik
Naseljeno življenje se je pojavilo na podcelini na zahodnem robu naplavin reke Ind pred približno 9000 leti in se postopoma razvilo v civilizacijo doline Inda v 3. tisočletju pr. n. št.. Po mnenju Tima Dysona: »Pred 7000 leti je bilo kmetijstvo trdno uveljavljeno v Balučistanu. In v naslednjih 2000 letih se je praksa kmetovanja počasi razširila proti vzhodu v dolino Inda.«

## Bronasta doba (ok. 3300 – ok. 1800 pr. n. št.)

### Indska civilizacija
Bronasta doba na Indijski podcelini se je začela okoli leta 3300 pr. n. št. Poleg Starega Egipta in Mezopotamije je bilo območje doline Inda ena od treh zgodnjih zibelk civilizacije starega sveta. Od teh treh je bila civilizacija v dolini Inda najobsežnejša in je na svojem vrhuncu morda imela več kot pet milijonov prebivalcev.
Civilizacija je bila primarno osredotočena v današnjem Pakistanu, v porečju reke Ind, nato pa v porečju reke Ghagar-Hakra v vzhodnem Pakistanu in severozahodni Indiji. Zrela civilizacija Inda je cvetela od približno 2600 do 1900 pred našim štetjem, kar je pomenilo začetek urbane civilizacije na Indijski podcelini. Civilizacija je vključevala mesta, kot so Harapa, Ganverival in Mohendžo-daro v današnjem Pakistanu ter Dholavira, Kalibangan, Rakhigarhi in Lothal v sodobni Indiji.
Prebivalci starodavne doline reke Ind, Harapani, so razvili nove tehnike v metalurgiji in rokodelstvu (izdelki iz karneola, rezbarjenje pečatov) in proizvajali baker, bron, svinec in kositer. Civilizacija je znana po svojih mestih, zgrajenih iz opeke, obcestnem drenažnem sistemu in večnadstropnih hišah ter naj bi imela nekakšno občinsko organizacijo. Civilizacija je razvila tudi indsko pisavo, ki je trenutno nedešifrirana. To je razlog, zakaj harapski jezik ni neposredno izpričan in je njegova pripadnost negotova. Nekateri učenjaki predlagajo povezavo ali pripadnost dravidski ali elamo-dravidski jezikovni družini.
Po propadu Indske civilizacije so se prebivalci selili iz dolin rek Ind in Ghagar-Hakra proti himalajskemu vznožju porečja Ganges-Jamuna.
- Obdobej Mature Harapan, ok. 2600 - 1900 pr. n. št.
- Mohendžo-daro, eno največjih mest v Indu. Pogled na Veliko kopališče mesta, ki prikazuje okoliško mestno ureditev.
- Dholavira, mesto civilizacije v dolini Inda, s stopnicami vodnjaka za doseganje nivoja vode v umetno zgrajenih zbiralnikih.[38]
- Arheološki ostanki drenažnega sistema stranišč v Lothalu

### Kultura oker obarvane keramike
V 2. tisočletju pred našim štetjem je bila kultura oker obarvane keramike v regiji Ganges-Jamuna Doab. To so bila podeželska naselja s poljedelstvom in lovom. Uporabljali so bakrena orodja, kot so sekire, sulice, puščice in meči. Ljudje so imeli udomačeno govedo, koze, ovce, konje, prašiče in pse. Najdišče je pritegnilo pozornost zaradi bronastodobnih kolesnih vozičkov s trdim diskom, najdenih leta 2018, ki so jih nekateri interpretirali kot »kočije«, ki jih vlečejo konji.

## Železna doba (okoli 1800–200 pr. n. št.)

### Vedsko obdobje (okoli 1500–600 pr. n. št.)
Začetek ok. leta 1900 pr. n. št. so se indoarijska plemena preselila v Pandžab iz Srednje Azije v več valovih selitve. Vedsko obdobje je obdobje, ko so bile sestavljene Vede, liturgične pesmi indoarijskih ljudi. Vedska kultura je bila v delu severozahodne Indije, medtem ko so imeli drugi deli Indije v tem obdobju izrazito kulturno identiteto. Številne regije Indijske podceline so v tem obdobju prešle iz bakrene v železno dobo.
Vedska kultura je opisana v besedilih Ved, še vedno svetih hindujcem, ki so bila ustno sestavljena in prenesena v vedskem sanskrtu. Vede so ena najstarejših obstoječih besedil v Indiji. Vedsko obdobje, ki je trajalo od približno 1500 do 500 pred našim štetjem, je prispevalo temelje več kulturnih vidikov Indijske podceline.

#### Vedska družba
Zgodovinarji so analizirali Vede, da bi postavili vedsko kulturo v regiji Pandžab in zgornji Gangeški nižini. Peepal drevo in krava sta bila posvečena v času Atharva Vede. Številni koncepti indijske filozofije, ki so bili pozneje sprejeti, tako kot dharma, izvirajo iz vedskih predhodnikov.
Zgodnja vedska družba je opisana v Rigvedi, najstarejšem vedskem besedilu, ki naj bi bilo sestavljeno v 2. tisočletju pr. n. št. v severozahodni regiji Indijske podceline. V tem času so arijsko družbo sestavljale večinoma plemenske in pastirske skupine, ki so se razlikovale od harapske urbanizacije, ki je bila opuščena. Zgodnja indoarijska prisotnost verjetno delno ustreza kulturi oker obarvane keramike v arheološkem kontekstu.
Ob koncu rigvedskega obdobja se je arijska družba začela širiti iz severozahodne regije Indijske podceline v zahodno nižino Gangesa. Postalo je vse bolj kmetijsko in je bilo družbeno organizirano okoli hierarhije štirih varn ali družbenih razredov (kast). Za to družbeno strukturo je bilo značilno sinkretiziranje z domorodnimi kulturami severne Indije, sčasoma pa tudi izključitev nekaterih avtohtonih ljudstev z označevanjem njihovih poklicev kot nečistih. V tem obdobju so se številne prejšnje majhne plemenske enote in poglavarstva začele združevati v džanapade (monarhične politike na državni ravni).

#### Džanapada
Železno dobo na Indijski podcelini od približno 1200 pr. n. št. do 6. stoletja pr. n. št. definira vzpon žanapad, ki so kraljestva, republike in kraljestva - predvsem železnodobna kraljestva Kuru, Pančala, Kosala, Videha.
Kraljestvo Kuru (okoli 1200–450 pr. n. št.) je bila prva državna družba vedskega obdobja, ki ustreza začetku železne dobe v severozahodni Indiji, okoli 1200–800 pr. n. št., kot tudi s sestavo Atharvavede (prvo indijsko besedilo, ki omenja železo, kot śyāma ayas, dobesedno »črna kovina«). Država Kuru je vedske himne organizirala v zbirke in razvila obred srauta, da bi ohranila družbeni red. Dve ključni osebnosti države Kuru sta bila kralj Parikšit in njegov naslednik Džanamedžaja, ki sta to kraljestvo preoblikovala v prevladujočo politično, družbeno in kulturno silo severne železnodobne Indije. Ko je kraljestvo Kuru propadlo, se je središče vedske kulture premaknilo k njihovim vzhodnim sosedom, kraljestvu Pančala. Arheološka kultura Poslikana siva posoda, ki je cvetela v regijah Harjana in zahodni Utar Pradeš v severni Indiji od približno 1100 do 600 pred našim štetjem, naj bi ustrezala kraljestvom Kuru in Pančala.
V poznem vedskem obdobju se je kraljestvo Videha pojavilo kot novo središče vedske kulture, ki je ležalo še dlje na vzhodu (na območju današnjega Nepala in zvezne države Bihar v Indiji); je doseglo svojo pomembnost pod kraljem Džanako, čigar dvor je zagotavljal pokroviteljstvo brahmanskim modrecem in filozofom, kot so Jadžnavalkja, Aruni in Gārgī Vāčaknavī. Kasnejši del tega obdobja ustreza konsolidaciji vse večjih držav in kraljestev, imenovanih Mahadžanapada, po vsej severni Indiji.

### Druga urbanizacija (okoli 600–200 pr. n. št.)
V obdobju med letoma 800 in 200 pr. n. št. se je oblikovalo gibanje Śramaṇa, iz katerega izvirata džainizem in budizem. V tem obdobju so bile napisane prve Upanišade. Po letu 500 pr. n. št. se je začela tako imenovana "druga urbanizacija" z novimi urbanimi naselbinami, ki so nastale na nižini Gangesa, zlasti na osrednji ravnini Gangesa. Temelji za "drugo urbanizacijo" so bili postavljeni pred letom 600 pr. n. št. v kulturi poslikane sive keramike Ghagar-Hakra in nižine Zgornjega Gangesa; čeprav je bila večina lokacij majhnih kmetijskih vasi, se je nekaj ducatov lokacij sčasoma pojavilo kot sorazmerno velika naselja, ki jih je mogoče označiti kot mesta, od katerih so bila največja utrjena z jarki ali jarki in nasipi iz nabrane zemlje z lesenimi palisadami, čeprav manjša in enostavnejša od dovršeno utrjenih velikih mest, ki so zrasla po letu 600 pr. n. št. v kulturi severne črne polirane keramike.
Osrednja nižina Gangesa, kjer je Magadha pridobila veljavo in je bila osnova Maurijskega cesarstva, je bilo posebno kulturno območje, z novimi državami, ki so nastale po letu 500 pr. n. št. med tako imenovano »drugo urbanizacijo«. during the so-called "second urbanisation". Nanj je vplivala vedska kultura, vendar se je izrazito razlikovala od regije Kuru-Pančala. To je bilo »območje najzgodnejšega znanega gojenja riža v južni Aziji in do leta 1800 pred našim štetjem je bilo mesto napredne neolitske populacije, povezane z najdiščema Chirand in Chechar«. V tej regiji so cvetela Śramaṇic gibanja in nastala sta džainizem in budizem.

#### Budizem in džainizem
Čas med 800 pr. n. št. in 400 pr. n. št. je bil priča sestavi najzgodnejših Upanišad. Upanišade tvorijo teoretično osnovo klasičnega hinduizma in so znane tudi kot Vedanta (zaključek Ved).
Naraščajoča urbanizacija Indije v 7. in 6. stoletju pr. n. št. je pripeljala do vzpona novih asketskih ali Śramaṇa gibanj, ki so izpodbijala ortodoksnost obredov. Mahavira (okoli 549–477 pr. n. št.), zagovornik džainizma, in Gautama Buda (okoli 563–483 pr. n. št.), ustanovitelj budizma, sta bila najvidnejši ikoni tega gibanja. Śramaṇa je povzročila koncept cikla rojstva in smrti, koncept samsare in koncept osvoboditve. Buda je našel srednjo pot, ki je izboljšala skrajni asketizem v religijah Śramaṇa.
Približno v istem času je Mahavira (24. Tirthankara v džainizmu) širil teologijo, ki je kasneje postala džainizem. Vendar džainska ortodoksija verjame, da so nauki Tirthankara nastali pred vsemi znanimi časi, učenjaki pa verjamejo, da je bil Paršvanatha (okoli 872 – okoli 772 pr. n. št.), ki mu je bil priznan status 23. Tirthankara, zgodovinska osebnost. Verjame se, da so Vede dokumentirale nekaj Tirthankar in asketski red, podoben gibanju Śramaṇa.

#### Sanskrtski epi
V tem obdobju sta nastala sanskrtska epa Ramajana in Mahabharata. Mahabharata ostaja do danes najdaljša posamezna pesem na svetu. Zgodovinarji so prej domnevali »epsko dobo« kot okolje teh dveh epskih pesnitev, zdaj pa priznavajo, da sta šli besedili (ki se med seboj poznata) skozi več stopenj razvoja skozi stoletja. Na primer, Mahabharata je morda temeljila na spopadu majhnega obsega (verjetno okoli leta 1000 pr. n. št.), ki so ga bardi in pesniki sčasoma »preoblikovali v velikansko epsko vojno«. Arheologija ne more dokončno dokazati ali ovreči zgodovinskosti, povezane z epi. Obstoječa besedila teh epov naj bi pripadala postvedski dobi, med ok. 400 pr. n. št. in 400 n. št.

#### Mahajanapadas
Obdobje od ok. 600 pr. n. št. do ok. 300 pr. n. št. je bil priča vzponu Mahajanapad, šestnajst močnih in ogromnih kraljestev ter oligarhičnih republik. Te Mahajanapade so se razvile in cvetele v pasu, ki se je raztezal od Gandhare na severozahodu do Bengalije na vzhodnem delu Indijske podceline in so vključevale dele trans-Vindhyan regije. Starodavna budistična besedila, kot je Aṅguttara Nikāya, pogosto omenjajo teh šestnajst velikih kraljestev in republik – Anga, Asaka, Avanti, Čedi, Gandhara, Kaši, Kambodža, Kosala, Kuru, Magadha, Mala, Macja (ali Mačča), Pančala, Surasena, Vṛdži in Vaca. V tem obdobju je prišlo do drugega velikega vzpona urbanizma v Indiji po Indski civilizaciji.
Zgodnje »republike« ali gaṇasaṅgha, kot so Shakyas, Koliyas, Mallakas in Licchavis, so imele republikanske vlade. Gaṇasaṅgha, kot so Malakas s središčem v mestu Kusinagara, in liga Vadždžika s središčem v mestu Vaišali, so obstajali že v 6. stoletju pr. n. št. in na nekaterih območjih vztrajali do 4. stoletja n. št. Najbolj znani klan med vladajočimi konfederacijskimi klani Vadždži Mahajanapada so bili Licčavisi.
To obdobje v arheološkem kontekstu ustreza severni kulturi črno polirane keramike. Za to kulturo, ki je posebej osredotočena na osrednjo nižino Gangesa, a se širi tudi po obsežnih območjih severne in osrednje Indijske podceline, so značilni nastanek velikih mest z masivnimi utrdbami, znatna rast prebivalstva, povečana socialna stratifikacija, široka trgovska omrežja, gradnja javne arhitekture in vodnih kanalov, specializirane obrtne industrije (npr. rezbarjenje slonovine in karneola), sistem uteži, luknjani kovanci in uvedba pisave v obliki pisav brahmi in kharosthi. Jezik plemstva v tistem času je bil sanskrt, medtem ko se jeziki splošnega prebivalstva severne Indije imenujejo prakriti.
Veliko od šestnajstih kraljestev se je do leta 500/400 pr. n. št., v času Gautame Bude, združilo v štiri velika. Ta štiri so bila Vaca, Avanti, Kosala in Magadha. Življenje Gautame Bude je bilo v glavnem povezano s temi štirimi kraljestvi.

#### Zgodnje dinastije Magadha
Magadha je oblikovala eno od šestnajstih Mahajanapad (sanskrt Velika kraljestva) ali kraljestev v starodavni Indiji. Jedro kraljestva je bilo območje Biharja južno od Gangesa; njena prva prestolnica je bila Radžagriha (sodobni Rajgir), nato Pataliputra (sodobna Patna). Magadha se je z osvojitvijo Licčavija in Ange razširila na večino Biharja in Bengalije, ki ji je sledil večji del vzhodnega Utar Pradeša in Orise. Starodavno kraljestvo Magadha je večkrat omenjeno v džainističnih in budističnih besedilih. Omenjeno je tudi v Ramajani, Mahabharati in Puranah. Najzgodnejše omembe ljudstva Magadha se pojavljajo v Atharva-Vedi, kjer so navedeni skupaj z Angami, Gandhariji in Mudžavati. Magadha je imela pomembno vlogo pri razvoju džainizma in budizma. Kraljestvo Magadha je vključevalo republikanske skupnosti, kot je skupnost Radžakumara. Vasi so imele svoje skupščine pod vodstvom lokalnih poglavarjev, imenovanih Gramakas. Njihova uprava je bila razdeljena na izvršilno, sodno in vojaško funkcijo.
Zgodnji viri, iz budističnega pali kanona, džainskih agam in hindujskih puran, omenjajo, da sta Magadhi približno 200 let vladali dinastiji Pradjota in dinastiji Harjanka (okoli 544–413 pr. n. št.), ok. 600–413 pr. n. št. Kralj Bimbisara iz dinastije Harjanka je vodil aktivno in ekspanzivno politiko ter osvojil Ango v današnjem vzhodnem Biharju in Zahodni Bengaliji. Kralja Bimbisara je strmoglavil in ubil njegov sin, princ Adžatašatru, ki je nadaljeval ekspanzionistično politiko Magadhe. V tem obdobju je Gautama Buda, ustanovitelj budizma, večino svojega življenja preživel v kraljestvu Magadha. Dosegel je razsvetljenje v Bodh Gaji, imel svojo prvo pridigo v Sarnathu in prvi budistični svet je potekal v Radžgrihi. Dinastijo Harjanka je strmoglavila dinastija Šaišunaga (okoli 413–345 pr. n. št.). Zadnjega vladarja Šišunaga, Kalasoka, je leta 345 pr. n. št. ubil Mahapadma Nanda, prvi od tako imenovanih devetih Nand, ki so bili Mahapadma in njegovih osem sinov.

#### Imperij Nanda in Aleksandrova kampanja
Imperij Nanda (okoli 345–322 pr. n. št.) se je v svojem največjem obsegu raztezal od Bengalije na vzhodu do regije Pandžab na zahodu in daleč na jug do hribovja Vindhya. Dinastija Nanda je slovela po velikem bogastvu. Gradila je na temeljih, ki sta jih postavila njihova predhodnika Harjanka in Šišunaga, da bi ustvarila prvi veliki imperij severne Indije. Da bi dosegli ta cilj, so zgradili veliko vojsko, sestavljeno iz 200.000 pehote, 20.000 konjenikov, 2000 bojnih vozov in 3000 bojnih slonov (po najnižjih ocenah).ref name="Sastri1988p16">Sastri, K. A. Nilakanta, ur. (1988) [First published 1952]. Age of the Nandas and Mauryas (2nd izd.). Motilal Banarsidass. str. 16. ISBN 978-81-208-0465-4.</ref> Po mnenju grškega zgodovinarja Plutarha je bila vojska Nanda še večja, saj je štela 200.000 pehote, 80.000 konjenikov, 8000 bojnih vozov in 6000 bojnih slonov. Vendar pa Imperij Nanda ni imel priložnosti videti soočenja svoje vojske z Aleksandrom Velikim, ki je napadel severozahodno Indijo v času Dhana Nande, saj je bil Aleksander prisiljen omejiti svojo kampanjo na ravnice Pandžaba in Sinda, ker so se njegove sile uprle pri reki Beas in zavrnile nadaljevanje, ko so naletele na sile Nande in Gangaridai.

#### Maurijsko cesarstvo
Maurijsko cesarstvo (322–185 pr. n. št.) je združilo večino Indijske podceline v eno državo in je bil največji imperij, ki je kdaj obstajal na Indijski podcelini. V svojem največjem obsegu se je Maurijsko cesarstvo raztezalo na severu do naravnih meja Himalaje in na vzhodu v današnji Asam. Na zahodu je segalo onkraj sodobnega Pakistana, do gorovja Hindukuš v današnjem Afganistanu. Imperij je ustanovil Čandragupta Maurij s pomočjo Čanakje (Kautilja) v Magadhi (v današnjem Biharju), ko je zrušil Imperij Nanda.
Čandragupta je hitro razširil svojo oblast proti zahodu po osrednji in zahodni Indiji in do leta 317 pr. n. št. je imperij v celoti zasedel severozahodno Indijo. Maurijsko cesarstvo je nato med vojno med Selevkidi in Maurijci premagalo Selevka I., diadoha in ustanovitelja Selevkidskega cesarstva in tako pridobilo dodatno ozemlje zahodno od reke Ind. Čandraguptinov sin Bindusara je nasledil prestol okoli leta 297 pr. Ko je umrl v ok. 272 pr. n. št. je bil velik del indijske podceline pod oblastjo Maurjanov. Vendar pa je regija Kalinga (okoli današnje Odiše) ostala zunaj nadzora Maurijev, kar je morda oviralo njihovo trgovino z jugom.
Bindusaro je nasledil Ašoka, čigar vladavina je trajala približno 37 let do njegove smrti okoli leta 232 pr. n. št. Njegova kampanja proti Kalinganom okoli leta 260 pr. n. št., čeprav uspešna, je povzročila ogromno izgubo življenj in bedo. To je Ašoko navdalo z obžalovanjem in ga pripeljalo do tega, da se je izogibal nasilju ter nato sprejel budizem. Cesarstvo je začelo propadati po njegovi smrti in Pušjamitra Šunga je ubil zadnjega vladarja, Brihadrato, da bi ustanovil cesarstvo Šunga.
Pod Čandragupto Maurjo in njegovimi nasledniki so notranja in zunanja trgovina, kmetijstvo in gospodarske dejavnosti uspevale in se širile po Indiji zahvaljujoč oblikovanju enotnega učinkovitega sistema financ, uprave in varnosti. Maurijci so zgradili Velika magistralna cesta (Grand Trunk Road), eno najstarejših in najdaljših glavnih cest v Aziji, ki povezuje Indijsko podcelino s Srednjo Azijo. Po vojni v Kalingi je cesarstvo pod Ašoko doživelo skoraj pol stoletja miru in varnosti. Maurijska Indija je prav tako uživala v obdobju družbene harmonije, verske preobrazbe ter širitve znanosti in znanja. Sprejemanje džainizma s strani Čandragupte Maurija je povečalo družbeno in versko prenovo in reformo v njegovi družbi, medtem ko je bilo rečeno, da je bilo Ašokovo sprejetje budizma temelj vladavine družbenega in političnega miru ter nenasilja po vsej Indiji. Ašoka je sponzoriral širjenje budističnih misijonarjev v Šrilanko, jugovzhodno Azijo, zahodno Azijo, severno Afriko in sredozemsko Evropo.
Arthašastra, ki jo je napisal Čanakja, in Ašokini edikti so primarni pisni zapisi maurijskih časov. Arheološko to obdobje sodi v obdobje severne črne polirane keramike. Maurijsko cesarstvo je temeljilo na modernem in učinkovitem gospodarstvu in družbi. Vendar je bila prodaja trgovskega blaga natančno regulirana s strani vlade. Čeprav v družbi Maurijev ni bilo bančništva, je bilo oderuštvo običajno. Najdenih je veliko pisnih zapisov o suženjstvu, kar kaže na njegovo razširjenost. V tem obdobju je bilo v južni Indiji razvito visokokakovostno jeklo, imenovano jeklo Wootz, ki so ga kasneje izvažali na Kitajsko in v Arabijo.

#### Sangamsko obdobje
V Sangamskem obdobju je tamilska literatura cvetela od 3. stoletja pred našim štetjem do 4. stoletja našega štetja. V tem obdobju so delom južne Indije vladale tri tamilske dinastije, skupaj znane kot Trije okronani kralji Tamilakama: dinastija Čera, dinastija Čola in dinastija Pandja.
Sangamska literatura se ukvarja z zgodovino, politiko, vojnami in kulturo tamilskega ljudstva tega obdobja. Učenjaki tega obdobja so izhajali iz navadnih ljudi, ki so iskali pokroviteljstvo tamilskih kraljev, vendar so pisali predvsem o navadnih ljudeh in njihovih skrbeh. Za razliko od sanskrtskih piscev, ki so bili večinoma brahmani, so pisci sangama prihajali iz različnih slojev in družbenih okolij ter večinoma niso bili brahmani. Pripadali so različnim veram in poklicem, kot so kmetje, obrtniki, trgovci, menihi in duhovniki, vključno s kraljevimi družinami in ženskami.
Okoli 300 pr. n. št. – okoli 200 n. št., Pathupattu, antologija desetih zbirk srednje dolgih knjig, ki velja za del Sangamske literature, je bila sestavljena; sestava osmih antologij pesniških del Ettuthogai kot tudi sestava osemnajstih manjših pesniških del Patiṉeṇkīḻkaṇakku; medtem ko je bil razvit Tolkāppijam, najzgodnejše slovnično delo v tamilskem jeziku. Tudi v tem obdobju sta bila sestavljena dva od petih velikih epov tamilske književnosti. Ilango Adigal je zložil Silappatikaram, ki je nereligiozno delo, ki se vrti okoli Kannagi, ki je izgubila moža zaradi sodne zmote na sodišču dinastije Pandjan in se maščuje njegovemu kraljestvu, Manimekalai, ki ga je zložil Čithalai Čathanar, pa je nadaljevanje Silappatikaram in pripoveduje zgodbo o hčerki Kovalan in Madhavi, ki je postal budistični bikuni.

## Klasično obdobje (okoli 200 pr. n. št. – ok. 650 n. št.)
- Starodavna Indija med vzponom Šungov s severa, Satavahanov iz Dekana ter Pandjdžev in Čolov z južnega konca Indije.
- Velika čaitja v Karlinih jamah. Svetišča so se razvijala v obdobju od 2. stoletja pred našim štetjem do 5. stoletja našega štetja.
- Jami Udajagiri in Khandagiri sta dom napisa Hathigumpha, ki je bil vpisan pod Kharavelo, takratnim cesarjem Kalinge iz dinastije Mahameghavahana.
- Relief večnadstropnega templja, 2. stoletje našega štetja, Ghantasala stupa[79][80]

Čas med Maurijskim cesarstvom v 3. stoletju pr. n. št. in koncem Guptskega imperija v 6. stoletju n. št. se imenuje klasično obdobje Indije. Glede na izbrano periodizacijo ga lahko razdelimo na različna podobdobja. Klasično obdobje se začne po zatonu Maurijskega cesarstva in ustreznem vzponu imperija Šunga in dinastije Satavahana. Guptski imperij (4.–6. stoletje) velja za zlato dobo hinduizma, čeprav je v teh stoletjih Indiji vladala množica kraljestev. Prav tako je v južni Indiji Sangamska literatura cvetela od 3. stoletja pred našim štetjem do 3. stoletja našega štetja. V tem obdobju je bilo indijsko gospodarstvo ocenjeno kot največje na svetu, saj je imelo med eno tretjino in eno četrtino svetovnega bogastva, od leta 1 do 1000 našega štetja.

### Zgodnje klasično obdobje (okoli 200 pr. n. št. – ok. 320 n. št.)

#### Imperij Šunga
Šunge izvirajo iz Magadhe in so nadzorovali velika območja osrednje in vzhodne Indijske podceline od okoli leta 187 do 78 pred našim štetjem. Dinastijo je ustanovil Pušjamitra Šunga, ki je strmoglavil zadnjega cesarja Maurijev. Prestolnica je bila Pataliputra, vendar so poznejši cesarji, kot je Bhagabhadra, imeli dvor tudi v Vidiši, današnjem Besnagarju v vzhodni Malvi.
Pušjamitra Šunga je vladal 36 let in nasledil ga je njegov sin Agnimitra. Bilo je deset vladarjev Šunga. Vendar pa je po smrti Agnimitre cesarstvo hitro razpadlo; napisi in kovanci kažejo, da je bil velik del severne in osrednje Indije sestavljen iz majhnih kraljestev in mestnih držav, ki so bile neodvisne od kakršne koli hegemonije Šungov. Cesarstvo je znano po številnih vojnah s tujimi in domačimi silami. Bili so se z dinastijo Mahameghavahana iz Kalinge, dinastijo Satavahana iz Dekana, Indo-Grki in morda s Pančalami in Mitrami iz Mathure.
V tem obdobju so cveteli umetnost, izobraževanje, filozofija in druge oblike učenja, vključno z majhnimi podobami iz terakote, večjimi kamnitimi skulpturami in arhitekturnimi spomeniki, kot sta stupa v Bharhutu in znana Velika stupa v Sančiju. Vladarji Šunga so pomagali vzpostaviti tradicijo kraljevega pokroviteljstva učenja in umetnosti. Pisava, ki jo je uporabljal imperij, je bila različica brahmija in je bila uporabljena za pisanje sanskrta. Imperij Šunga je imel pomembno vlogo pri pokroviteljstvu indijske kulture v času, ko so se odvijali nekateri najpomembnejši dogodki v hindujski misli. To je imperiju pomagalo pri razcvetu in pridobivanju moči.

#### Imperij Sātavāhana
Sātavāhane so imeli sedež v Amaravatiju v Andra Pradešu, pa tudi v Džunarju (Pune) in Prathisthanu (Paithan) v Maharaštri. Ozemlje imperija je od 1. stoletja pred našim štetjem obsegalo velike dele Indije. Sātavāhani so začeli kot fevdalci dinastije Maurijcev, vendar so z njenim zatonom razglasili neodvisnost.
Sātavāhani so znani po svojem pokroviteljstvu hinduizma in budizma, kar je privedlo do budističnih spomenikov od Elore (Unescov seznam svetovne dediščine) do Amaravatija. Bili so ena prvih indijskih zveznih držav, ki je izdala kovance z vtisnjenimi vladarji. Oblikovali so kulturni most in igrali ključno vlogo pri trgovini ter prenosu idej in kulture v Severnoindijsko nižavje in iz nje na južno konico Indije.
Za vzpostavitev svoje vladavine so morali tekmovati z imperijem Šunga in nato z dinastijo Kanva iz Magadhe. Kasneje so odigrali ključno vlogo pri zaščiti velikega dela Indije pred tujimi napadalci, kot so Saki, Javani in Pahlave. Zlasti njihovi boji z zahodnimi Kšatrapami so trajali dolgo časa. Pomembna vladarja dinastije Sātavāhana, Gautamiputra Satakarni in Sri Jadžna Sātakarni sta lahko premagala tuje napadalce, kot so zahodni Kšatrape, in ustavila njihovo širitev. V 3. stoletju našega štetja je bil imperij razdeljen na manjše države.

#### Trgovanje in potovanja v Indijo
- Trgovina z začimbami v Kerali je v Indijo pritegnila trgovce iz vsega starega sveta. Zgodnji zapisi in kamenodobni rezbarije iz neolitika, ki so bili pridobljeni, kažejo, da se je indijsko jugozahodno obalno pristanišče Muziris v Kerali uveljavilo kot glavno trgovsko središče z začimbami že od leta 3000 pr. n. št., glede na sumerske zapise. Judovski trgovci iz Judeje so prispeli v Koči v Kerali v Indiji že leta 562 pr. n. št.[85]
- Budizem je na Kitajsko prišel prek prenosa budizma po Svilni poti v 1. ali 2. stoletju našega štetja. Zaradi interakcije kultur je več kitajskih popotnikov in menihov vstopilo v Indijo. Najbolj opazni so bili Fašian, Jidžing, Song Jun in Šuanzang. Ti popotniki so napisali podrobna poročila o Indijski podcelini, ki vključujejo politične in družbene vidike regije.[86]
- Hindujske in budistične verske ustanove v jugovzhodni Aziji so začele povezovati z gospodarsko dejavnostjo in trgovino, saj so pokrovitelji zaupali velika sredstva, ki so bila kasneje uporabljena v korist lokalnega gospodarstva z upravljanjem posesti, obrtništvom, spodbujanjem trgovskih dejavnosti. Zlasti budizem je potoval skupaj s pomorsko trgovino in spodbujal kovanje kovancev, umetnost in pismenost.[87] Indijski trgovci, ki so se ukvarjali s trgovino z začimbami, so indijsko kuhinjo ponesli v jugovzhodno Azijo, kjer so začimbne mešanice in curry postali priljubljeni pri domorodnih prebivalcih.[88]
- Grško-rimskemu svetu je sledilo trgovanje po poti kadila in rimsko-indijski poti.[89] V 2. stoletju pr. n. št. so se grške in indijske ladje srečale, da bi trgovale v arabskih pristaniščih, kot je Aden. V 1. tisočletju so pomorske poti v Indijo nadzorovali Indijci in Etiopijci, ki so postali pomorska trgovska sila Rdečega morja.

#### Kušansko cesarstvo
Kušansko cesarstvo se je razširilo iz današnjega Afganistana na severozahod indijske podceline pod vodstvom njihovega prvega cesarja Kujule Kadphisesa približno sredi 1. stoletja našega štetja. Kušani so bili verjetno iz toharsko govoreča plemena; ena od petih vej konfederacije Jueži. V času njegovega vnuka Kaniške Velikega se je cesarstvo razširilo na velik del Afganistana in nato na severne dele Indijske podceline vsaj do Sakete in Sarnatha blizu Varanasija (Banaras).
Cesar Kaniška je bil velik pokrovitelj budizma; ko pa so se Kušani razširili proti jugu, so božanstva iz njihovega poznejšega kovanja odsevala njihovo novo hindujsko večino. Imeli so pomembno vlogo pri uveljavitvi budizma v Indiji in njegovem širjenju v Srednjo Azijo in Kitajsko.
Zgodovinar Vincent Smith je o Kaniški dejal:
Igral je vlogo drugega Ašoke v zgodovini budizma.
Cesarstvo je povezalo pomorsko trgovino v Indijskem oceanu s trgovino na Svilni poti skozi dolino Inda, kar je spodbudilo trgovino na dolge razdalje, zlasti med Kitajsko in Rimom. Kušani so prinesli nove trende v nastajajočo in cvetočo umetnost Gandare in umetnost Mathura, ki je dosegla vrhunec med vladavino Kušanov. Obdobje miru pod vladavino Kušanov je znano kot Pax Kushana.
H.G. Rowlinson je komentiral:
Kušansko obdobje je primeren uvod v dobo Guptov.
Do 3. stoletja je njihovo cesarstvo v Indiji razpadalo in njihov zadnji znani veliki cesar je bil Vasudeva I.

### Klasično obdobje (okoli 320–650 n. št.)

#### Guptski imperij
Guptsko obdobje je bilo znano po kulturni ustvarjalnosti, zlasti v literaturi, arhitekturi, kiparstvu in slikarstvu. Obdobje je ustvarilo učenjake, kot so Kalidasa, Arjabhata I., Varahamihira, Višnu Šarma in Vatsjajana, ki so močno napredovali na številnih akademskih področjih. Guptsko obdobje je zaznamovalo prelomnico indijske kulture: Gupti so izvajali vedske žrtve, da bi legitimizirali svojo vladavino, vendar so tudi pokroviteljsko podpirali budizem, ki je še naprej zagotavljal alternativo brahmanski ortodoksiji. Vojaški podvigi prvih treh vladarjev – Čandragupta I., Samudragupta in Čandragupta II. – so pripeljali velik del Indije pod njihovo oblast. Znanost in politična uprava sta dosegli nove višine. Močne trgovinske vezi so regijo naredile tudi za pomembno kulturno središče in jo vzpostavile kot bazo, ki bo vplivala na bližnja kraljestva in regije v: Šrilanki; Obmorska jugovzhodna Azija (Brunej, Indonezija, Malezija, Filipini, Singapur in Vzhodni Timor); kot tudi Indokina (Kambodža, Laos, Mjanmar, Tajska in Vietnam). Obdobje miru pod vladavino Guptov je znano kot Pax Gupta.
Poznejši Gupte so se uspešno upirali severozahodnim kraljestvom do prihoda Alčon Hunov, ki so se v prvi polovici 5. stoletja n. št. uveljavili v Afganistanu s prestolnico v Bamijanu. Vendar ti dogodki na severu večinoma niso prizadeli večjega dela južne Indije, vključno z Dekansko planoto.

#### Vakataka
Imperij Vākāṭaka je nastal iz Dekana sredi 3. stoletja našega štetja. Njihova država naj bi se raztezala od južnih robov Malve in Gudžarata na severu do reke Tungabhadra na jugu, pa tudi od Arabskega morja na zahodu do robov Čhatisgarha na vzhodu. Bili so najpomembnejši nasledniki Satavahanov v Dekanu, sočasni z Guptami v severni Indiji in jih je nasledila dinastija Višnukundina.
Vakataki so znani po tem, da so bili pokrovitelji umetnosti, arhitekture in literature. Vodili so javna dela in njihovi spomeniki so vidna dediščina. V skalo vklesane budistične vihare in čaitje v jamah Adžanta (Unescov seznam svetovne dediščine) so bile zgrajene pod pokroviteljstvom cesarja Harišena.
- Jame Adžanta so 30 v skalo vklesanih budističnih jamskih spomenikov, zgrajenih pod Vakatakami.
- Budistični menihi molijo pred dagobo v jami čaitja 26 od jam Adžanta.
- Budistična Čaitja Griha ali molitvena dvorana s sedečim Budo, jama 26 v jamah Adžanta.
- Številni tuji veleposlaniki, predstavniki in popotniki so vključeni kot bhakte, ki spremljajo Budov spust iz nebes Trajastrimsa; slika iz jame 17 v jamah Adžanta.

#### Kraljestvo Kamarupa
Samudraguptin napis na Allahabadskem stebru iz 4. stoletja omenja Kamarupo (Zahodni Asam) in Davako (Osrednji Asam) kot obmejni kraljestvi Guptskega imperija. Davaka je pozneje prevzel Kamarupa, ki je zrasla v veliko kraljestvo, ki se je raztezalo od reke Karatoja do skoraj sedanje Sadije in je pokrivalo celotno dolino Brahmaputra, Severno Bengalijo, dele Bangladeša in včasih Purneo in dele Zahodne Bengalije.
Vladajo tri dinastije Varmanas (okoli 350–650 n. št.), dinastija Mleččha (okoli 655–900 n. št.) in Kamarupa-Palas (okoli 900–1100 n. št.), iz svojih prestolnic v današnjem Guvahatiju (Pragdžjotišpura), Tezpurju (Harupesvara) oziroma Severnem Gauhatiju (Durdžaja). Vse tri dinastije so trdile, da izvirajo iz Narakasure, priseljenca iz Arjavarte. V času vladavine kralja Varmana Bhaskarja Varmana (okoli 600–650 n. št.) je kitajski popotnik Šuanzang obiskal regijo in zabeležil svoja potovanja. Kasneje, po oslabitvi in razpadu (po Kamarupa-Palas), se je tradicija Kamarupa nekoliko razširila do l. 1255 s strani dinastij Lunar I. (okoli 1120–1185 n. št.) in Lunar II. (okoli 1155–1255 n. št.).[175] Kraljestvo Kamarupa se je končalo sredi 13. stoletja, ko je dinastija Khen pod vodstvom Sandhje iz Kamarupanagare (Severni Guvahati) po invaziji muslimanskih Turkov preselila svojo prestolnico v Kamatapur (Severna Bengalija) in ustanovila kraljestvo Kamata.

#### Imperij Palava
Palave so bili med 4. in 9. stoletjem, poleg Guptov s severa, veliki pokrovitelji razvoja sanskrta na jugu indijske podceline. Med vladavino Palav so nastali prvi sanskrtski napisi v pisavi, imenovani Grantha. Zgodnje Palave so imeli različne povezave z državami jugovzhodne Azije. Uporabili so dravidsko arhitekturo za izgradnjo nekaterih zelo pomembnih hindujskih templjev in akademij v Mamallapuramu, Kančipuramu in drugih krajih; med njihovo vladavino so se pojavili veliki pesniki. Praksa posvečanja templjev različnim božanstvom je prišla v modo, sledila pa sta ji fina umetniška tempeljska arhitektura in kiparski slog Vastu Šastra.
Palave je dosegeli vrhunec moči med vladavino Mahendravarmana I. (571–630 n. št.) in Narasimhavarmana I. (630–668 n. št.) in je prevladoval v telugu in severnih delih tamilske regije približno šeststo let do konca 9. stoletja.

#### Kadamba imperij
Kadambe izvirajo iz Karnatake, ustanovil ga je Majurašarma leta 345 n. št., ki je pozneje pokazal potencial, da se razvije v imperialne razsežnosti, kar nakazujejo nazivi in vzdevki, ki so si jih privzeli njegovi vladarji. Kralj Majurašarma je premagal vojsko Palavov iz Kančija, verjetno s pomočjo nekaterih domačih plemen. Slava Kadamba je dosegla vrhunec med vladavino Kakusthavarme, uglednega vladarja, s katerim so celo kralji dinastije Gupta v severni Indiji gojili zakonske zveze. Kadambe so bili sodobniki dinastije Zahodna Ganga in so skupaj oblikovali najzgodnejša domorodna kraljestva, ki so popolnoma avtonomno vladala deželi. Dinastija je kasneje še naprej vladala kot fevdalec večjih kanadskih imperijev, imperija Čalukja in Raštrakuta, več kot petsto let, v tem času pa so se razvejale v manjše dinastije, znane kot Kadambe iz Goe, Kadambe iz Halasija in Kadambe iz Hangala.

#### Imperij Harša
Harša so vladali severni Indiji od leta 606 do 647. Sin Prabhakarvardhane in mlajši brat Radžjavardhane, ki sta bila člana dinastije Vardhana in sta vladala Thanesarju v današnji Harjani.
Po propadu prejšnjega Guptskega imperija sredi 6. stoletja se je Severna Indija vrnila k manjšim republikam in monarhičnim državam. Posledica vakuuma moči je bil vzpon Vardhanov iz Thanesarja, ki je začel združevati republike in monarhije od Pandžaba do osrednje Indije. Po smrti Haršinega očeta in brata so predstavniki imperija na skupščini aprila leta 606 okronali Harša za kralja in mu podelili naziv maharadža, ko je bil star komaj 16 let. Na vrhuncu svoje moči je njegov imperij pokrival velik del severne in severozahodne Indije, segal na vzhod do Kamarupe in na jug do reke Narmada; in sčasoma je Kannaudž (v sedanji zvezni državi Utar Pradeš) naredil za svojo prestolnico in vladal do leta 647 n. št.
Zaradi miru in blaginje, ki sta prevladovala, je njegov dvor postal središče svetovljanstva, ki je privabljalo učenjake, umetnike in verske obiskovalce od daleč. V tem času se je Harša spreobrnil v budizem iz čaščenja Surje. Kitajski popotnik Šuanzang je obiskal dvor Harša in o njem napisal zelo ugodno poročilo ter hvalil njegovo pravičnost in velikodušnost. Njegova biografija Haršačarita (»Dejanja Harše«), ki jo je napisal sanskrtski pesnik Banabhata, opisuje njegovo povezanost s Thanesarjem, poleg tega pa omenja obrambni zid, jarek in palačo z dvonadstropno Dhavalagriho (Belo vilo).

## Obdobje zgodnjega srednjega veka (sredina 6. stol.–1200 n. št.)
Zgodnjesrednjeveška Indija se je začela po koncu Guptskega imperija v 6. stoletju našega štetja. To obdobje zajema tudi »pozno klasično dobo« hinduizma, ki se je začelo po koncu imperija in propadu imperija Harša v 7. stoletju n. št.; začetek imperija Kanaudža, ki je vodil v tripartitni boj in se je končal v 13. stoletju z vzponom delhijskega sultanata v severni Indiji in koncem poznejših Čolasov s smrtjo Radžendre Čole III. leta 1279 v južni Indiji; vendar so se nekateri vidiki klasičnega obdobja nadaljevali do padca imperija Vidžajanagara na jugu okoli 17. stoletja.
Od 5. do 13. stoletja so žrtve Śrauta upadale, iniciacijske tradicije budizma, džainizma ali pogosteje šivajizma, vaišnavizma in šaktizma pa so se razširile na kraljevih dvorih. To obdobje je ustvarilo nekaj najboljših indijskih umetnosti, ki veljajo za utelešenje klasičnega razvoja in razvoj glavnih duhovnih in filozofskih sistemov, ki so bili še naprej v hinduizmu, budizmu in džainizmu.
V 7. stoletju našega štetja je Kumārila Bhaṭṭa oblikoval svojo šolo filozofije Mimamsa in zagovarjal stališče o vedskih ritualih pred budističnimi napadi. Učenjaki opažajo Bhaṭṭin prispevek k zatonu budizma v Indiji. V 8. stoletju je Adi Šankara potoval po indijski podcelini, da bi propagiral in širil doktrino Advaita Vedante in jo utrdil in je zaslužen za poenotenje glavnih značilnosti trenutnih misli v hinduizmu. Bil je kritik tako budizma kot hinduistične šole Minamsa in ustanovil mathe (samostane) na štirih koncih Indijske podceline za širjenje in razvoj Advaita Vedante. Medtem ko je invazija Mohameda bin Kasima na Sindh (sodobni Pakistan) leta 711 priča nadaljnjemu zatonu budizma. Čač Nama beleži številne primere pretvorbe stup v mošeje, kot na primer v Nerunu.
Od 8. do 10. stoletja so se tri dinastije potegovale za nadzor nad severno Indijo: Gurdžara Pratiharas iz Malve, Palas iz Bengalije in Raštrakutas iz Dekana. Dinastija Sena bo kasneje prevzela nadzor nad imperijem Pala; Gurdžara Pratihare razdrobljene v različne države, zlasti Paramaras iz Malve, Čandelas iz Bundelkhanda, Kalačuris iz Mahakošala, Tomaras iz Harjane in Čauhans iz Radžputane, te države so bile nekatere od najzgodnejših radžputskih kraljestev; medtem ko so Raštrakuti priključili Zahodni Čalukjas. V tem obdobju se je pojavila dinastija Čaulukja; ti so zgradili templje Dilvara, Modhera Sun Temple, Rani ki vav v slogu arhitekture Māru-Gurdžara, njihova prestolnica Anhilvara (sodobni Patan, Gudžarat) pa je bila eno največjih mest na Indijski podcelini, s prebivalstvom, ocenjenim na 100.000 leta 1000.
Imperij Čola se je pojavil kot velika sila med vladavino Radžaraja I. in Radžendre Čole I., ki sta v 11. stoletju uspešno napadla dele jugovzhodne Azije in Šrilanke. Lalitaditja Muktapida (vladal 724–760 n. št.) je bil vladar kašmirske dinastije Karkoṭa, ki je imela vpliv v severozahodni Indiji od leta 625 n. št. do leta 1003, sledila pa ji je dinastija Lohara. Kalhana v svojem Radžataranginskem kralju Lalitaditiji pripisuje vodenje agresivne vojaške akcije v severni Indiji in srednji Aziji.
Hindujski šahi so vladali delom vzhodnega Afganistana, severnega Pakistana in Kašmirja od sredine 7. stoletja do začetka 11. stoletja. Medtem ko je bil v Odiši, se je vzhodni imperij Ganga dvignil na oblast; znan po napredku hindujske arhitekture, med katerimi sta najbolj znan tempelj Jaganath, Puri in Sončni tempelj Konark, pa tudi pokrovitelji umetnosti in literature.
- Osrednje svetišče sonca Martand, posvečeno božanstvu Surja, ki ga je zgradil tretji vladar dinastije Karkota, Lalitaditja Muktapida, v 8. stol.
- Sončni tempelj Konark, Orisa, ki ga je zgradil Narasimhadeva I. (1238–1264) iz dinastije Vzhodna Ganga
- Tempelj Kandarija Mahadeva v kompleksu Khadžuraho je zgradil Čandela
- Tempelj Jaganath, Puri, ki ga je zgradil Anantavarman Čodaganga Deva iz vzhodne dinastije Ganga.

### Imperij Čalukja
Imperij Čalukja je med 6. in 12. stoletjem vladal velikim delom južne in osrednje Indije. V tem obdobju so vladali kot tri povezane, vendar samostojne dinastije. Najzgodnejša dinastija, znana kot Badami Čalukja, je vladala iz Vatapija (sodobni Badami) od sredine 6. stoletja. Badami Čalukje so začeli uveljavljati svojo neodvisnost ob zatonu kraljestva Kadamba Banavasi in se hitro dvignili v veljavo med vladavino Pulakešina II. Vladavina Čalukjejev pomeni pomemben mejnik v zgodovini Južne Indije in zlato dobo v zgodovini Karnatake. Politično ozračje v južni Indiji se je premaknilo iz manjših kraljestev v velike imperije s prevlado Badami Čalukje. Kraljestvo s sedežem v južni Indiji je prevzelo nadzor in utrdilo celotno regijo med rekama Kaveri in Narmada. Z vzponom tega imperija so se rodili učinkovita uprava, prekomorska trgovina ter razvoj novega sloga arhitekture, imenovanega arhitektura Čalukjana. Dinastija Čalukja je vladala delom južne in osrednje Indije iz Badamija v Karnataki med letoma 550 in 750, nato pa ponovno iz Kaljanija med letoma 970 in 1190.
- Tempelj Galaganatha v kompleksu Patadakal (Unescova svetovna dediščina) je primer arhitekture Badami Chalukya.
- Kompleks templja Bhutanatha v Badamiju, ob slapu, med monsunom.
- Višnujeva podoba znotraj tempeljskega kompleksa jame Badami. Kompleks je primer indijske arhitekture, vklesane v skalo.
- Zunanji pogled templja Durga iz 8. stoletja na kompleks Aihole. Kompleks Aihole vključuje hindujske, budistične in džainistične templje in spomenike.

### Imperij Raštrakuta
Imperij Raštrakuta, ki ga je okoli leta 753 ustanovil Dantidurga, je skoraj dve stoletji vladal iz glavnega mesta Manjakheta. Na svojem vrhuncu so Raštrakuta vladali od Ganges-Jamuna Doab na severu do rta Comorin na jugu, ploden čas arhitekturnih dosežkov in slavnih literarnih prispevkov.
Prvi vladarji te dinastije so bili hindujci, poznejši vladarji pa so bili pod močnim vplivom džainizma. Govinda III. in Amoghavarša sta bila najbolj znana v dolgi vrsti sposobnih upraviteljev, ki jih je ustvarila dinastija. Amoghavarša, ki je vladal 64 let, je bil tudi avtor in je napisal Kavirajamargo, najzgodnejše znano delo o poetiki. Arhitektura je dosegla mejnik v dravidskem slogu, katerega najboljši primer je viden v templju Kailasanath v Elori. Drugi pomembni prispevki so tempelj Kašivišvanatha in tempelj Džain Narajana v Patadakalu v Karnataki.
Arabski popotnik Sulejman je imperij Raštrakuta opisal kot enega od štirih velikih svetovnih imperijev. Obdobje Raštrakuta je zaznamovalo začetek zlate dobe matematike južne Indije. Veliki južnoindijski matematik Mahāvīra je živel v imperiju Raštrakuta in njegovo besedilo je imelo velik vpliv na srednjeveške južno-indijske matematike, ki so živeli za njim. Vladarji Raštrakuta so bili tudi pokrovitelji pisateljev, ki so pisali v različnih jezikih od sanskrta do apabhraṃśa.
- Tempelj Kailasa je eden največjih v skalo vklesanih starodavnih hindujskih templjev v Elori.
- Šikara iz Indra Sabhe v jamah Elora.
- Kip sedečega Bude. Del tesarjeve jame (Budistična jama 10).
- Džain Tirthankara Mahavir z Jakšo Matango in Kakši Sidhaiki v jamah Elora.

### Imperij Gurdžara-Pratihara
Gurjara-Pratiharas so bili ključni pri zadrževanju arabskih vojsk, ki so se gibale vzhodno od reke Ind. Nagabhata I. je med Omajadskimi pohodi v Indiji premagal arabsko vojsko pod Junaidom in Taminom. Pod Nagabhatom II. so Gurdžara-Pratihari postali najmočnejša dinastija v severni Indiji. Nasledil ga je njegov sin Ramabhadra, ki je vladal kratek čas, preden ga je nasledil njegov sin Mihira Bhoja. Pod Bhojo in njegovim naslednikom Mahendrapalom I. je imperij Pratihara dosegel vrhunec blaginje in moči. V času Mahendrapala se je obseg njegovega ozemlja kosal z ozemljem Guptskega imperija, ki se je raztezal od meje Sindha na zahodu do Biharja na vzhodu in od Himalaje na severu do okoli reke Narmada na jugu. Širitev je sprožila tristranski boj za oblast z imperiji Raštrakuta in Pala za nadzor nad Indijsko podcelino. V tem obdobju je Pratihara prevzel naziv Maharadžadhiradža Ārjāvarta (Veliki kralj kraljev Indije).
Do konca 10. stoletja je več fevdalcev izkoristilo začasno šibkost Gurdžara-Pratiharov, da so razglasili svojo neodvisnost, predvsem Paramaras iz Malve, Čandelas iz Bundelkhanda, Tomaras iz Harjane, Čauhans iz Radžputane in Kalačuriji iz Mahakošala.
- Eden od štirih vhodov v Teli ka Mandir. Ta hindujski tempelj je zgradil vladar Pratihare Mihira Bhoja.[130]
- Skulpture v bližini Teli ka Mandir, utrdba Gvalior
- Jamski spomeniki in kipi, povezani z džainizmom, vklesani v skalo v jamah Sidhačal, utrdba Gvalior.
- Tempelj Ghatešvara Mahadeva v kompleksu templjev Baroli. Kompleks osmih templjev, ki so ga zgradili Gurdžara-Pratiharas, se nahaja znotraj obzidanega ograjenega prostora.

### Imperij Pala
Imperij Pala je ustanovil Gopala I. Vladala mu je budistična dinastija iz Bengalije v vzhodni regiji Indijske podceline. Palasi so ponovno združili Bengalijo po padcu Šašankinega kraljestva Gauda.
Palasi so bili privrženci mahajanske in tantrične šole budizma, prav tako so bili pokrovitelji šivajizma in vaišnavizma. Morfem Pala, ki pomeni 'zaščitnik', je bil uporabljen kot končnica za imena vseh monarhov Pala. Imperij je dosegel vrhunec pod Dharmapalo in Devapalo. Domneva se, da je Dharmapala osvojil Kanaudž in razširil svoj vpliv do najbolj oddaljenih meja Indije na severozahodu.
Imperij Pala lahko na več načinov štejemo za zlato dobo Bengalije. Dharmapala je ustanovil Vikramašilo in oživil Nalando, ki velja za eno prvih velikih univerz v pisani zgodovini. Nalanda je dosegla svoj vrhunec pod pokroviteljstvom imperija Pala. Palas je zgradil tudi veliko vihar. Ohranjali so tesne kulturne in trgovske vezi z državami jugovzhodne Azije in Tibeta. Morska trgovina je močno prispevala k blaginji imperija Pala. Arabski trgovec Sulejman v svojih spominih ugotavlja ogromnost vojske Pala.

### Imperij Čola
Srednjeveški Čole so postali pomembni sredi 9. stoletja našega štetja in ustanovili največji imperij, ki ga je Južna Indija videla. Uspešno so združili južno Indijo pod svojo oblastjo in s svojo pomorsko močjo razširili svoj vpliv v državah jugovzhodne Azije, kot je Srivijaja. Pod Radžaraja Čolo I. in njegovimi nasledniki Radžendra Čola I., Radžadhiraja Čola, Viraradžendra Čola in Kulothunga Čola I. je dinastija postala vojaška, gospodarska in kulturna sila v Južni in Jugovzhodni Aziji. Mornarica Radžendre Čole I. je šla še dlje in je zavzela morske obale od Burme do Vietnama, Andamanske in Nikobarske otoke, Lakedive, Sumatro in Malajski polotok v jugovzhodni Aziji ter otoke Pegu. Moč novega imperija je bila razglašena vzhodnemu svetu s pohodom na Ganges, ki se ga je lotil Radžendra Čola I., in z zasedbo mest pomorskega imperija Srivijaya v jugovzhodni Aziji, pa tudi s ponavljajočimi se veleposlaništvi na Kitajskem.
Več kot dve stoletji so obvladovali politične zadeve Šrilanke s ponavljajočimi se vdori in okupacijo. Imeli so tudi stalne trgovinske stike z Arabci na zahodu in s kitajskim cesarstvom na vzhodu. Radžaraja Čola I. in njegov enako ugledni sin Radžendra Čola I. sta dala politično enotnost celotni južni Indiji in ustanovila imperij Čola kot spoštovano pomorsko silo. Pod Čolami je Južna Indija dosegla nove vrhunce odličnosti v umetnosti, veri in literaturi. V vseh teh sferah je obdobje Čola zaznamovalo vrhunec gibanj, ki so se začela v prejšnji dobi pod Palavami. Monumentalna arhitektura v obliki veličastnih templjev in kipov iz kamna in brona je dosegla finost, kakršna v Indiji še nikoli ni bila dosežena.
- Granitni gopura (stolp) templja Brihadesvarar, 1010
- Detajl kočije v templju Airavatesvara, ki ga je v 12. stoletju n. št. zgradil Radžaraja Čola II.
- Piramidalna struktura nad svetiščem v templju Brihadesvara.
- Vhod v tempelj Brihadesvara Gopura v Thandžavurju

### Zahodni imperij Čalukja
Zahodni imperij Čalukja je med 10. in 12. stoletjem vladal večini zahodnega Dekana v južni Indiji. Ogromna območja med reko Narmado na severu in reko Kaveri na jugu so prišla pod nadzor Čalukja. V tem obdobju so bile druge glavne vladajoče družine Dekanov, Hojsalas, Seuna Jadava iz Devagirija, dinastija Kakatija in Južni Kalačuri, podrejene Zahodnim Čalukjajem in so pridobile svojo neodvisnost šele, ko je moč Čalukjev v drugi polovici 12. stoletja upadla.
Zahodni Čalukya so razvili arhitekturni slog, ki je danes znan kot prehodni slog, arhitekturna povezava med slogom zgodnje dinastije Čalukja in poznejšega imperija Hojsala. Večina njegovih spomenikov je v okrožjih, ki mejijo na reko Tungabhadra v osrednji Karnataki. Dobro znani primeri so tempelj Kasivisvesvara v Lakundiju, tempelj Malikardžuna v Kuruvatiju, tempelj Kalesvara v Bagaliju, tempelj Sidhesvara v Haveriju in tempelj Mahadeva v Itagi.  To je bilo pomembno obdobje v razvoju likovne umetnosti v južni Indiji, zlasti v literaturi, saj so zahodni čalukjanski kralji spodbujali pisce v maternem jeziku kanada in sanskrtu, kot sta filozof in državnik Basava in veliki matematik Bhāskara II.
- Zunanja stena svetišča in nadgradnja (šikara) v dravidskem slogu v templju Sidhesvara v Haveriju
- Okrašen vhod v zaprto dvorano z juga v templju Kalešvara v Bagaliju
- Stenski relief svetišča, oblikovani friz in miniaturni okrasni stolp v templju Malikardžuna v Kuruvatiju
- Pogled od zadaj, ki prikazuje stranske vhode v tempelj Mahadeva v Itagi

## Obdobje poznega srednjega veka (okoli 1200–1526)
Obdobje poznega srednjega veka zaznamujejo ponavljajoči se vdori muslimanskih srednjeazijskih nomadskih klanov, vladavina Delhijskega sultanata ter rast drugih dinastij in imperijev, zgrajenih na vojaški tehnologiji sultanata.

### Delhijski sultanat
Delhijski sultanat je bil niz zaporednih islamskih držav s sedežem v Delhiju, ki jim je vladalo več dinastij turškega, turško-indijskega in paštunskega izvora. Od 13. stoletja do zgodnjega 16. stoletja je vladal velikim delom Indijske podceline. V 12. in 13. stoletju so srednjeazijski Turki vdrli v dele severne Indije in na nekdanjih hindujskih posestvih ustanovili Delhijski sultanat. Mameluški dinastiji Delhija, ki je sledila, je uspelo osvojiti velika območja severne Indije, medtem ko je dinastija Khaldži osvojila večino osrednje Indije, medtem ko je glavna hindujska kraljestva Južne Indije prisilila, da postanejo vazalne države.
Sultanat je začel obdobje indijske kulturne renesanse. Nastalo indo-muslimansko zlitje kultur je pustilo trajne sinkretične spomenike v arhitekturi, glasbi, literaturi, veri in oblačilih. Domneva se, da se je jezik urdu rodil v obdobju Delhijskega sultanata kot posledica mešanja lokalnih govorcev sanskritskega prakrita s priseljenci, ki so govorili perzijsko, turško in arabsko pod muslimanskimi vladarji. Delhijski sultanat je edini indo-islamski imperij, ki je ustoličil eno redkih vladaric v Indiji, Razio Sultano (1236–1240).
V času Delhijskega sultanata je prišlo do sinteze med indijsko in islamsko civilizacijo. Slednja je bila kozmopolitska civilizacija z večkulturno in pluralistično družbo ter obsežnimi mednarodnimi mrežami, vključno s socialnimi in gospodarskimi mrežami, ki so zajemale velike dele Afro-Evrazije, kar je vodilo v stopnjevanje kroženja blaga, ljudi, tehnologij in idej. Medtem ko je bil Delhijski sultanat sprva moteč zaradi prenosa moči z avtohtonih indijskih elit na turške muslimanske elite, je bil Delhijski sultanat odgovoren za vključitev Indijske podceline v rastoči svetovni sistem, s čimer je Indijo pritegnil v širšo mednarodno mrežo, kar je pomembno vplivalo na indijsko kulturo in družbo. Delhijski sultanat pa je povzročil tudi obsežno uničenje in oskrunjenje templjev na Indijski podcelini.
Delhijski sultanat je med vladavino Alauddina Khaljija uspešno odvrnil mongolske vdore v Indijo. Glavni dejavnik njihovega uspeha je bila njihova turška mameluška suženjska vojska, ki je bila zaradi podobnih nomadskih srednjeazijskih korenin zelo usposobljena v istem slogu nomadskega konjeniškega vojskovanja kot Mongoli. Možno je, da bi se Mongolski imperij razširil v Indijo, če ne bi bilo vloge Delhijskega sultanata pri njihovem odbijanju. Z večkratnim odvračanjem mongolskih plenilcev je sultanat rešil Indijo pred opustošenjem, ki je zadelo Zahodno in Srednjo Azijo, s čimer je postavil prizorišče za stoletja preseljevanja bežečih vojakov, učenih mož, mistikov, trgovcev, umetnikov in obrtnikov iz te regije na podcelino, s čimer je na severu ustvaril sinkretično indo-islamsko kulturo.
Turško-mongolski osvajalec v Srednji Aziji, Timur, je napadel vladajočega sultana Nasir-u Din Mehmuda iz dinastije Tughlak v severnoindijskem mestu Delhi. Sultanova vojska je bila poražena 17. decembra 1398. Timur je vstopil v Delhi in mesto je bilo oplenjeno, uničeno in ostalo v ruševinah, potem ko je Timurjeva vojska tri dni in noči ubijala in plenila. Ukazal je, naj oplenijo celotno mesto, razen sajidov, učenjakov in 'drugih muslimanov' (umetnikov); v enem dnevu je bilo usmrčenih 100.000 vojnih ujetnikov. Sultanat je močno trpel zaradi plenitve Delhija. Čeprav je bil za kratek čas oživljen pod dinastijo Lodi, je bil le senca prejšnjega.
- Qutub Minar, Unescov seznam svetovne dediščine, katerega gradnjo je začel Qutb ud-Din Aibak, prvi delhijski sultan.
- Dargah - grobnica sufijskega svetnika Nizamudina Aulije ter pesnika in glasbenika Amirja Khusra v Delhiju.
- Grob Razie, delhijske sultanke, od leta 1236 do 1240
- Mavzolej Ghiyasuddina Tughluka v Tughlukabadu
- Vrtovi Lodhi v Delhiju

### Imperij Vidžajanagara
Imperij Vidžajanagara sta leta 1336 ustanovila Harihara I. in njegov brat Buka Raja I. iz dinastije Sangama, ki je nastal kot politični dedič imperijev Hojsala, Kakatija in Pandjan. Imperij je postal pomemben kot vrhunec poskusov južnih indijskih sil, da bi do konca 13. stoletja preprečile islamske invazije. Trajal je do leta 1646, čeprav je njegova moč upadla po velikem vojaškem porazu leta 1565 združenih vojsk dekanskih sultanatov. Imperij je dobil ime po svojem glavnem mestu Vidžajanagari, katerega ruševine obdajajo današnji Hampi, ki je zdaj del svetovne dediščine v Karnataki v Indiji.
V prvih dveh desetletjih po ustanovitvi imperija je Harihara I. pridobil nadzor nad večino območja južno od reke Tungabhadra in si prislužil naziv Purvapaschima Samudradhishavara (»gospodar vzhodnih in zahodnih morij«). Do leta 1374 je Bukka Raja I., naslednik Harihare I., porazil poglavarstvo Arcot, Reddyje iz Kondaviduja in sultana iz Maduraja ter pridobil nadzor nad Goo na zahodu in doabom Tungabhadra-Krišna na severu.
S kraljestvom Vidžajanagara, ki je postalo imperij, je Harihara II., drugi sin Bukke Raja I., dodatno utrdil imperij onkraj reke Krišna in spravil celotno južno Indijo pod okrilje Vidžajanagare. Naslednji vladar, Deva Raja I., je bil uspešen proti Gadžapatijem iz Odiše in se je lotil pomembnih del fortifikacije in namakanja. Italijanski popotnik Niccolo de Conti je o njem pisal kot o najmočnejšem vladarju Indije. Deva Raja II. je nasledil prestol leta 1424 in je bil verjetno najsposobnejši izmed vladarjev dinastije Sangama. Zadušil je uporne fevdalce ter Zamorine iz Kalikuta in Kuilona na jugu. Vdrl je na otok Šrilanka in postal vladar kraljev Burme v Peguju in Tanaserimu.
Vladarji Vidžajanagare so bili strpni do vseh religij in sekt, kot kažejo zapisi tujih obiskovalcev. Kralji so uporabljali nazive, kot sta Gobrahamana Pratipalanačarja (dobesedno »zaščitnik krav in brahmanov«) in Hindurajasuratrana (lit, »zagovornik hindujske vere«), ki sta pričala o njihovi nameri zaščite hinduizma, hkrati pa sta bila v svojih dvornih slovesnostih in oblačenju trdno islamska. Ustanovitelja imperija, Harihara I. in Bukka Raja I., sta bila pobožna Šaiva (častilca Šive), vendar sta podelila sredstva vaišnavskemu redu Sringeri z Vidjaranjo kot svojim zaščitnikom, in določila Varaha (merjasca, Višnujev avatar) za svoj simbol. Izkopavanja so odkrila več islamskih četrti v prestolnici. V Vidžajanagaro so prišli tudi plemiči iz srednjeazijskih timuridskih kraljestev. Kasnejša kralja Saluva in Tuluva sta bila po veri Vaišnava, a sta častila pri nogah Gospoda Virupakše (Šive) v Hampiju, kot tudi Gospoda Venkatešvare (Višnuja) v Tirupatiju. Sanskritsko delo, Jambavati Kalyanam kralja Krišnadevaraja, imenovano Lord Virupaksha Karnata Rajya Raksha Mani (»zaščitni dragulj imperija Karnata«). Kralji so bili pokrovitelji svetnikov reda dvaita (filozofija dualizma) Madhvačarja v Udupi.
- Fotografija iz leta 1868 ruševin imperija Vidžajanagara v Hampiju, ki je zdaj na Unescovem seznamu svetovne dediščine [167]
- Gadžašaala ali slonji hlev, ki so ga zgradili vladarji Vidžajanagarja za svoje vojne slone.[168]
- Tržnica Vidžajanagara v Hampiju, skupaj s svetim rezervoarjem, ki je ob strani templja Krišna
- Kamniti tempeljski voz v templju Vithala v Hampiju

Zapuščina imperija vključuje številne spomenike, razporejene po južni Indiji, med katerimi je najbolj znana skupina v Hampiju. Prejšnje tradicije gradnje templjev v južni Indiji so se združile v arhitekturnem slogu Vidžajanagara. Mešanje vseh veroizpovedi in jezikov je navdihnilo arhitekturne inovacije gradnje hindujskih templjev, najprej v dekanskih in kasneje v dravidskih idiomih z uporabo lokalnega granita. Južnoindijska matematika je cvetela pod zaščito imperija v Kerali. Južnoindijski matematik Madhava iz Sangamagrame je v 14. stoletju ustanovil znamenito Keralsko šolo astronomije in matematike, ki je v srednjeveški južni Indiji ustvarila veliko velikih južnoindijski matematikov, kot so Paramešvara, Nilakantha Somajaji in Džieṣṭhadeva. Učinkovita uprava in živahna čezmorska trgovina sta prinesli nove tehnologije, kot so sistemi upravljanja z vodo za namakanje. Pokroviteljstvo imperija je omogočilo, da sta likovni umetnosti in literaturi dosegli nove višine v kanadščini, telugu, tamilščini in sanskrtu, medtem ko se je karnatska glasba razvila v sedanjo obliko.
Vidžajanagara je propdla po porazu v bitki pri Talikoti (1565). Po smrti Alija Rama Raja v bitki pri Talikoti je Tirumala Deva Raja ustanovil dinastijo Aravidu, preselil in ustanovil novo prestolnico Penukonda, da bi nadomestil uničen Hampi, in poskušal obnoviti ostanke imperija Vidžajanagara. Tirumala je abdiciral leta 1572, ostanke svojega kraljestva razdelil svojim trem sinovom in nadaljeval versko življenje do svoje smrti leta 1578. Nasledniki dinastije Aravidu so vladali regiji, vendar je imperij propadel leta 1614, zadnji ostanki pa so se končali leta 1646 zaradi nenehnih vojn s sultanatom Bidžapur in drugimi. V tem obdobju je več kraljestev v južni Indiji postalo neodvisnih in ločenih od Vidžajanagare. Sem sodijo kraljestvo Mysore, Keladi Najaka, Najaki iz Maduraja, Najaki iz Tandžoreja, Najaki iz Čitradurge in Najaksko kraljestvo Gingee – vsi so razglasili neodvisnost in imeli pomemben vpliv na zgodovino južne Indije v naslednjih stoletjih.

## Zgodnje novoveško obdobje (okoli 1526–1858 n. št.)
Zgodnje novoveško obdobje indijske zgodovine je datirano od 1526 do 1858. V tej dobi se je indijsko gospodarstvo razširilo, ohranil se je relativni mir in umetnost je bila pokroviteljska. To obdobje je bilo priča nadaljnjemu razvoju indo-islamske arhitekture; rast Mahrat in Sikov jim je omogočila vladanje pomembnim regijam Indije v zahajajočih dneh Mogulskega cesarstva, ki se je uradno končal, ko je bil ustanovljen Britanski Raj. Z odkritjem poti okoli Rta dobrega upanja v 16. stoletju so bili prvi Evropejci, ki so prispeli po morju in se ustalili, Portugalci v Goi in Bombaju.

### Mogulsko cesarstvo
Leta 1526 je Babur, timuridski potomec Timurja in Džingiskana iz Ferganske doline (današnji Uzbekistan), prečkal prelaz Kiber in ustanovil Mogulsko cesarstvo, ki je na svojem vrhuncu pokrivalo večji del Južne Azije. Toda njegovega sina Humajuna je leta 1540 porazil afganistanski bojevnik Šer Šah Suri in Humajun se je bil prisiljen umakniti v Kabul. Po Šer Šahovi smrti sta njegov sin Islam Šah Suri in njegov hindujski general Hemu Vikramaditja vzpostavila posvetno oblast v severni Indiji od Delhija do leta 1556, ko je Akbar (vladal 1556–1605), Baburjev vnuk, premagal Hemuja v drugi bitki pri Panipatu 6. novembra 1556 po zmagi v bitki pri Delhiju. Akbar je poskušal vzpostaviti dober odnos s hindujci. Akbar je razglasil Amari ali neubijanje živali v svetih dneh džainizma. Razveljavil je davek džizja za nemuslimane. Mogulski cesarji so se poročili z lokalnimi kraljevimi osebami, se povezali z lokalnimi maharadžami in poskušali združiti svojo turško-perzijsko kulturo s staroindijskimi slogi ter tako ustvarili edinstveno indo-perzijsko kulturo in indo-saracensko arhitekturo.
Akbar se je poročil z radžputsko princeso Mariam-uz-Zamani in imela sta sina Džahangirja (vladal 1605–1627), ki je bil delno mogul in delno radžput, tako kot bodoči mogulski cesarji. Džahangir je bolj ali manj sledil politiki svojega očeta. Dinastija Mogulov je do leta 1600 vladala večini indijske podceline. Vladavina Šah Džahana (vladal 1628–1658) je bila zlata doba mogulske arhitekture. Postavil je več velikih spomenikov, med katerimi je najbolj znan Tadž Mahal v Agri, pa tudi Moti Masjid v Agri, Rdečo trdnjavo, Jama Masjid, Delhi in utrdbo Lahore.
Bil je eden največjih imperijev, ki je obstajal na indijski podcelini in je prehitel Kitajsko in postal največja svetovna gospodarska sila, ki je nadzorovala 24,4 % svetovnega gospodarstva in vodilna v proizvodnji, ki je proizvedla 25 % svetovne industrijske proizvodnje. Gospodarski in demografski vzpon so spodbudile mogulske agrarne reforme, ki so okrepile kmetijsko proizvodnjo in razmeroma visoka stopnja urbanizacije za tisti čas.
- Utrdba Agra, ki prikazuje reko Jamuna in Tadž Mahal v ozadju
- Fatehpur Sikri, blizu Agre, prikazuje Buland Darvaza, kompleks, ki ga je zgradil Akbar, tretji mogulski cesar.
- Humajunova grobnica v Delhiju, zgrajena leta 1570
- Rdeča trdnjava v Delhiju, njena gradnja se je začela leta 1639 in končala leta 1648

Mogulsko cesarstvo je dosegelo vrhunec svoje ozemeljske širine med vladavino Aurangzeba (vladal 1658–1707), pod čigar vladavino je zamahnila protoindustrializacija in Indija je prehitela Kitajsko dinastije Čing in postala največje svetovno gospodarstvo. Aurangzeb je bil manj toleranten kot njegovi predhodniki, ponovno je uvedel davek džizja in uničil več zgodovinskih templjev, medtem ko je istočasno zgradil več hindujskih templjev, kot jih je uničil, zaposloval znatno več hindujcev v svoji imperialni birokraciji kot njegovi predhodniki in napredoval upravitelje na podlagi njihovih sposobnosti in ne vere. Vendar ga pogosto krivijo za erozijo tolerantne sinkretične tradicije njegovih predhodnikov, pa tudi za vse večjo versko kontroverznost in centralizacijo. Angleška Vzhodnoindijska družba je doživela poraz v anglo-mogolski vojni.
Cesarstvo je nato začelo propadati. Moguli so utrpeli več udarcev zaradi vdorov Marathov, Radžputov, Džatov in Afganistancev. Leta 1737 je maratski general Badži Rao iz imperija Maratha napadel in oropal Delhi. Pod generalom Amir Khan Umrao Al Udatom je mogulski cesar poslal 8000 vojakov, da bi pregnali 5000 vojakov maratske konjenice. Badži Rao pa je z lahkoto premagal novinca mogulskega generala in preostala cesarska mogulska vojska je pobegnila. Leta 1737, ob dokončnem porazu mogulskega cesarstva, je poveljnika mogulske vojske Nizam-ul-mulka pri Bhopalu porazila vojska Maratha. To je v bistvu pomenilo konec mogulskega cesarstva. Medtem ko je država Bharatpur pod vladarjem Džata Surajem Malom prevzela mogulsko garnizijo v Agri in oplenila mesto, s seboj odnesla dvoje velikih srebrnih vrat na vhodu v znameniti Tadž Mahal; ki jih je nato leta 1761 pretopil Suraj Mal. Leta 1739 je Nader Šah, iranski cesar, premagal mogulsko vojsko v bitki pri Karnalu. Po tej zmagi je Nader zavzel in oplenil Delhi ter odnesel številne zaklade, vključno pavji prestol. Mogulsko vladavino je dodatno oslabil nenehen indijski odpor; Bando Singh Bahadur je vodil Sik Khalso proti mogulskemu verskemu zatiranju; Hindujski radžas iz Bengalije, Pratapaditja in Radža Sitaram Raj so se uprli; in Maharadža Čhatrasal, Bundela Radžputs, se je bojeval z Moguli in ustanovil državo Panna. Dinastija Mogul je bila zmanjšana na marionetne vladarje do leta 1757. Vadda Ghalughara se je zgodila pod muslimansko provinčno vlado s sedežem v Lahoreju, da bi izbrisala Sike, pri čemer je bilo ubitih 30.000 Sikov, ofenziva, ki se je začela z Moguli, s Čhota Ghallughara in je trajala več desetletij pod muslimanskimi državami naslednicami.

### Imperij Marata
Kraljestvo Marat je ustanovil in utrdil Čatrapati Šivadži, maratski aristokrat iz klana Bhonsle. Vendar gredo zasluge, da so Marati postali izjemno močni na nacionalni ravni, Pešvi (glavni minister) Badžirao I. Zgodovinar K.K. Datta je zapisal, da se Badžirao I. »lahko šteje za drugega ustanovitelja imperija Marata«.
V zgodnjem 18. stoletju so se pod Pešvami Marati utrdili in zavladali večini Južne Azije. Marati so v veliki meri zaslužni za konec mogulske vladavine v Indiji. Leta 1737 so Marati v bitki pri Delhiju premagali mogulsko vojsko v njihovi prestolnici. Marati so nadaljevali svoje vojaške pohode proti Mogulom, Nizamu, Navabu iz Bengalije in imperiju Durani, da bi še razširili svoje meje. Do leta 1760 se je ozemlje Maratov raztezalo čez večino Indijske podceline Marati so celo poskušali zavzeti Delhi in razpravljali o postavitvi Višvasrao Pešva na tamkajšnji prestol namesto mogulskega cesarja.
Imperij Marata se je na svojem vrhuncu raztezal od Tamil Naduja na jugu, do Pešavarja (današnji Khyber Pakhtunkhwa, Pakistan) na severu in Bengalije na vzhodu. Širitev Maratov na severozahod je bila ustavljena po tretji bitki pri Panipatu (1761). Vendar je bila maratska oblast na severu ponovno vzpostavljena v desetletju pod Pešva Madhavraom I.
Pod Madhavraom I. so najmočnejši vitezi dobili delno avtonomijo, s čimer so ustvarili konfederacijo držav Združenih Marat pod Gaekvadi iz Barode, Holkarji iz Indore in Malva, Scindiasi iz Gvaliorja in Udždžaina, Bhonsaleji iz Nagpurja ter Puarji iz Dharja in Devasa. Leta 1775 je Vzhodnoindijska družba posredovala v boju za nasledstvo družine Pešva v Puni, kar je privedlo do prve anglo-maratske vojne, ki je privedla do zmage Maratov. Marati so ostali glavna sila v Indiji do poraza v drugi in tretji anglo-maratski vojni (1805–1818), zaradi česar je Vzhodnoindijska družba nadzorovala večino Indije.

### Sikhovski imperij
Imperij Sikov, ki so mu vladali pripadniki vere Sik, je bila politična entiteta, ki je vladala severozahodnim regijam indijske podceline. Imperij, ki je temeljil na regiji Panžab, je obstajal od leta 1799 do 1849. Nastal je na temeljih Khalse pod vodstvom maharadže Randžita Singha (1780–1839) iz niza avtonomnih pandžabskih mislov konfederacije Sikov.
Maharadža Randžit Singh je mnoge dele severne Indije združil v imperij. Uporabljal je predvsem svojo vojsko Sik Khalsa, ki jo je uril v evropskih vojaških tehnikah in opremil s sodobno vojaško tehnologijo. Randžit Singh se je izkazal kot mojster strateg in je za svojo vojsko izbral dobro usposobljene generale. Nenehno je premagal afganistansko vojsko in uspešno končal afganistansko-sikske vojne. Postopoma je svojemu imperiju dodal osrednji Pandžab, provinci Multan in Kašmir ter dolino Pešavar.
Na svojem vrhuncu v 19. stoletju se je imperij raztezal od prelaza Kiber na zahodu, do Kašmirja na severu, do Sinda na jugu, ob reki Satledž do Himačala na vzhodu. Po smrti Randžita Singha je imperij oslabel, kar je privedlo do konflikta z Britansko vzhodnoindijsko družbo. Trdo bojevana prva anglo-sikhska vojna in druga anglo-sikhska vojna sta zaznamovali propad Sikhovskega imperija, zaradi česar je bilo med zadnjimi območji indijske podceline, ki so jih osvojili Britanci.

### Evropsko raziskovanje
Leta 1498 je portugalska flota pod poveljstvom Vasca da Game odkrila novo pomorsko pot iz Evrope v Indijo, ki je utrla pot neposredni indoevropski trgovini. Portugalci so kmalu ustanovili trgovske postojanke v Velha Goi, Damaonu, otoku Dio in Bombaju. Po osvojitvi Goe so Portugalci uvedli inkvizicijo Goa, kjer so bili novi indijanski spreobrnjenci kaznovani zaradi domnevne herezije proti krščanstvu, nekristjani pa so bili obsojeni, ker so odvračali tiste, ki razmišljajo o spreobrnitvi ali ker so druge prepričevali, naj se odpovejo krščanstvu. Goa je ostala glavno portugalsko ozemlje, dokler je leta 1961 ni priključila Indija.
Naslednji so prišli Nizozemci z glavno bazo na Cejlonu. Ustanovili so pristanišča v Malabarju. Vendar je bila njihova širitev v Indijo ustavljena po porazu v bitki pri Kolačelu s strani Kraljevine Travancore med Travancore-nizozemsko vojno. Nizozemci si nikoli niso opomogli od poraza in Indiji niso več predstavljali velike kolonialne grožnje.
Notranji konflikti med indijskimi kraljestvi so dali možnosti evropskim trgovcem, da postopoma vzpostavijo politični vpliv in si prilastijo ozemlja. Po Nizozemcih so Britanci, ki so leta 1619 ustanovili pristanišče Surat na zahodni obali in Francozi ustanovili trgovske postojanke v Indiji. Čeprav so te celinske evropske sile v naslednjem stoletju nadzorovale različne obalne regije južne in vzhodne Indije, so sčasoma izgubile vsa svoja ozemlja v Indiji v korist Britancev, z izjemo francoskih postojank Pondichéry in Chandernagore ter portugalskih kolonij Goa, Daman in Diu.

### Vlada Vzhodnoindijske družbe v Indiji
Britanska vzhodnoindijska družba je bila ustanovljena leta 1600 kot The Company of Merchants of London, ki trguje v Vzhodni Indiji. V Indiji se je uveljavila z ustanovitvijo tovarne v Masulipatnamu na vzhodni obali Indije leta 1611 in podelitvijo pravic s strani mogulskega cesarja Džahangirja za ustanovitev tovarne v Suratu leta 1612. Leta 1640, potem ko je prejel podobno dovoljenje od vladarja Vidžajanagara južneje, je bila ustanovljena druga tovarna v Madrasu na jugovzhodni obali. Otoček Bom Bahia v današnjem Mumbaju (prej Bombaj) je bil portugalska postojanka nedaleč od Surata, bil je predstavljen Karlu II. kot dota, v poroki s Katarino iz Braganze pa je Karel leta 1668 podjetju dal v najem Bombaj. Dve desetletji pozneje je podjetje ustanovilo trgovsko postojanko v delti reke Ganges, ko je bila ustanovljena tovarna v Kalkuti (danes Kolkata). V tem času so se druga podjetja, ki so jih ustanovili Portugalci, Nizozemci, Francozi in Danci, podobno širila na podcelini.
Zmaga družbe pod vodstvom Roberta Cliva v bitki pri Plasseyju leta 1757 in še ena zmaga v bitki pri Buxarju (v Biharju) leta 1764 sta utrdili moč družbe in prisilili cesarja Šah Alama II., da jo je imenoval za divan ali pobiralca prihodkov v Bengaliji, Biharju in Orisi. Družba je tako do leta 1773 postala dejanski vladar velikih območij spodnjega Gangeške nižine. Prav tako je postopoma širila svoje oblasti okoli Bombaja in Madrasa. Anglo-misorske vojne (1766–99) in anglo-maratske vojne (1772–1818) so ji pustile nadzor nad velikimi območji Indije južno od reke Sutlej. Po porazu Maratov nobena domorodna sila ni več predstavljala grožnje za podjetje.
Širjenje moči podjetja je potekalo predvsem v dveh oblikah. Prva od teh je bila popolna priključitev indijskih držav in kasnejše neposredno upravljanje osnovnih regij, ki so skupaj sestavljale Britansko Indijo. Priključene regije so vključevale severozahodne province (vključuje Rohilkhand, Gorakhpur in Doab) (1801), Delhi (1803), Asam (kraljestvo Ahom 1828) in Sind (1843). Pandžab, severozahodna mejna provinca in Kašmir sta bili priključeni po anglo-sikskih vojnah v letih 1849–56 (obdobje mandata generalnega guvernerja markiza Dalhousieja). Vendar pa je bil Kašmir v skladu s pogodbo iz Amritsarja (1850) takoj prodan dinastiji Dogra iz Džamuja in s tem postal knežja država. Leta 1854 je bil Berar skupaj z državo Oudh priključen dve leti pozneje.
- Warren Hastings, prvi generalni guverner Fort Williama (Bengalija), ki je nadzoroval ozemlja družbe v Indiji
- Zlatnik, kovan 1835, s sprednjo stranjo, ki prikazuje doprsni kip Viljema IV., kralja Združenega kraljestva od 26. junija 1830 do 20. junija 1837, in zadnjo stranjo z oznako Two mohurs v angleščini (do ašrafi v urduju), izdan med vladavino družbe v Indiji
- Akvarel (1863) z naslovom Prekop Ganges, Roorkee, okrožje Saharanpur (U.P.). Kanal je bil plod sira Probyja Cautleyja; gradnja se je začela leta 1840, kanal je aprila 1854 odprl generalni guverner lord Dalhousie

Druga oblika uveljavljanja moči je vključevala pogodbe, v katerih so indijski vladarji podjetju priznavali hegemonijo v zameno za omejeno notranjo avtonomijo. Ker je podjetje delovalo pod finančnimi omejitvami, je moralo vzpostaviti politično podlago za svojo vladavino. Najpomembnejša taka podpora je prišla iz hčerinskih zavezništev z indijskimi princi v prvih 75 letih vladavine družbe. V začetku 19. stoletja so ozemlja teh knezov predstavljala dve tretjini Indije. Ko je indijski vladar, ki je bil sposoben zavarovati svoje ozemlje, želel vstopiti v tako zavezništvo, je družba to pozdravila kot ekonomično metodo posredne vladavine, ki ni vključevala ekonomskih stroškov neposredne uprave ali političnih stroškov pridobivanja podpore tujih podanikov.
V zameno je podjetje prevzelo »obrambo teh podrejenih zaveznikov in jih obravnavalo s tradicionalnim spoštovanjem in znaki časti«. Pomožna zavezništva so ustvarila knežje države hindujskih maharadž in muslimanskih navabov. Pomembne knežje države so bile Kočin (1791), Džaipur (1794), Travancore (1795), Hiderabad (1798), Misore (1799), Cis-Sutlej Hill States (1815), Central India Agency (1819), ozemlja Kutč in Gudžarat Gaikvad (1819), Radžputana (1818) in Bahavalpur (1833).

#### Indijski sistem dela za odplačilo
Indijski sistem dela za odplačilo (angl.  indenture) je bil oblika dolžniškega suženjstva, s katerim je bilo 3,5 milijona Indijcev prepeljanih v različne kolonije evropskih sil, da bi zagotovili delovno silo za (predvsem sladkorne) plantaže. Začelo se je s koncem suženjstva leta 1833 in se nadaljevalo do leta 1920. To je povzročilo razvoj velike indijske diaspore, ki se je razširila od Karibov (npr. Trinidad in Tobago) do Tihega oceana (npr. Fidži) in rast velikega indo-karibskega in indo-afriškega prebivalstva.

## Moderno obdobje in neodvisnost od Britanije (po ok. 1850 n. št.)

### Upor leta 1857 in njegove posledice
{{Gallery|align=center
|width=140|lines=4
|File:Charles Canning, 1st Earl Canning - Project Gutenberg eText 16528.jpg|Charles Canning, generalni guverner Indije med uporom.
|File:Dalhousie.jpg|[[James Broun-Ramsay, 1st Marquess of Dalhousie|Lord Dalhousie, generalni guverner Indije od 1848 do 1856, ki je zasnoval doktrino prenehanja pravice.
|File:Rani of jhansi.jpg|Lakšmibai, Rani iz Džhansija, ena glavnih vodij upora, ki je pred tem izgubila svoje kraljestvo zaradi doktrine prenehanja pravice.
|File:Bahadur Shah II of India.jpg|Bahadur Šah Zafar, zadnji mogulski cesar, ki so ga uporniki okronali za cesarja Indije, Britanci so ga odstavili in je umrl v izgnanstvu v Burmi
}}
Indijski upor leta 1857 je bil obsežen upor vojakov, zaposlenih v Britanski vzhodnoindijski družbi v severni in osrednji Indiji, proti vladavini družbe. Iskra, ki je pripeljala do upora, je bila izdaja novih smodniških nabojev za puško Enfield, ki je bila neobčutljiva na lokalno versko prepoved. Ključni upornik je bil Mangal Pandey. Poleg tega so imele pri uporu pomembno vlogo temeljne težave zaradi britanskega obdavčevanja, etnični prepad med britanskimi častniki in njihovimi indijskimi vojaki ter priključitve zemljišč. Nekaj tednov po Pandeyjevem uporu se je na desetine enot indijske vojske pridružilo kmečkim vojskam v obsežnem uporu. Uporniškim vojakom se je kasneje pridružilo indijsko plemstvo, od katerih so mnogi izgubili naslove in domene v skladu z doktrino prenehanja pravice in menili, da je družba posegla v tradicionalni sistem dedovanja. Uporniški voditelji, kot sta Nana Sahib in Rani iz Džhansija, so pripadali tej skupini.
Po izbruhu upora v Meerutu so uporniki zelo hitro dosegli Delhi. Uporniki so zavzeli tudi velike predele severozahodnih provinc in Avadh (Oudh). Predvsem v Avadhu je upor prevzel atribute patriotskega upora proti britanski prisotnosti. Vendar se je Britanska vzhodnoindijska družba hitro mobilizirala s pomočjo prijateljskih knezov, a so Britanci potrebovali preostanek leta 1857 in večji del leta 1858, da so zatrli upor. Ker so bili uporniki slabo opremljeni in niso imeli zunanje podpore ali financiranja, so jih Britanci brutalno pokorili.
Po tem je bila vsa oblast prenesena z Britanske vzhodnoindijske družbe na britansko krono, ki je začela upravljati večino Indije kot več provinc. Krona je neposredno nadzorovala ozemlja podjetja in imela precejšen posreden vpliv na preostalo Indijo, ki so jo sestavljale knežje države, ki so jim vladale lokalne kraljeve družine. Leta 1947 je bilo uradno 565 kneževskih držav, a le 21 jih je imelo dejansko državno vlado in le tri so bile velike (Mysore, Hyderabad in Kašmir). V letih 1947–48 so bili vključeni v neodvisni narod.

### Britanski Raj (1858–1947)
Po letu 1857 je kolonialna vlada okrepila in razširila svojo infrastrukturo prek sodnega sistema, pravnih postopkov in statutov. Nastal je indijski kazenski zakonik. V izobraževanju je Thomas Babington Macaulay v svojem slavnem zapisniku februarja 1835 postavil šolanje kot prednostno nalogo za Raj in mu je uspelo uveljaviti uporabo angleščine kot sredstva poučevanja. Do leta 1890 se je vpisalo približno 60.000 Indijcev. Indijsko gospodarstvo je od leta 1880 do 1920 raslo za približno 1 % letno, prebivalstvo pa je prav tako raslo za 1 %. Toda od leta 1910 je indijska zasebna industrija začela močno rasti. Indija je v poznem 19. stoletju zgradila sodoben železniški sistem, ki je bil četrti največji na svetu. Britanski Raj je veliko vlagal v infrastrukturo, vključno s kanali in namakalnimi sistemi poleg železnic, telegrafije, cest in pristanišč. Vendar pa so zgodovinarji močno razdeljeni glede vprašanj gospodarske zgodovine, pri čemer je nacionalistična šola trdila, da je bila Indija ob koncu britanske vladavine revnejša kot na začetku in da je do obubožanja prišlo zaradi Britancev.
Leta 1905 je lord Curzon razdelil veliko provinco Bengalijo na večinoma hindujski zahodni del in Vzhodno Bengalijo in Asam, večinoma muslimanski vzhodni del. Britanski cilj naj bi bil učinkovita uprava, vendar so bili ljudje v Bengaliji ogorčeni nad očitno strategijo deli in vladaj. To je pomenilo tudi začetek organiziranega protikolonialnega gibanja. Ko je liberalna stranka v Veliki Britaniji leta 1906 prišla na oblast, so ga odstavili. Bengalija je bila ponovno združena leta 1911. Novi podkralj Gilbert Minto in novi državni sekretar za Indijo John Morley sta se posvetovala z voditelji kongresa o političnih reformah. Reforme Morley-Minto iz leta 1909 so predvidevale članstvo Indijcev v provincialnih izvršnih svetih in podkraljevem izvršnem svetu. Cesarski zakonodajni svet je bil razširjen s 25 na 60 članov in ustanovljeno je bilo ločeno komunalno predstavništvo za muslimane v dramatičnem koraku k reprezentativni in odgovorni vladi. Takrat je nastalo več družbeno-verskih organizacij. Muslimani so leta 1906 ustanovili Vseindijsko muslimansko ligo. To ni bila množična stranka, ampak je bila zasnovana za zaščito interesov aristokratskih muslimanov. Notranje je bila razdeljena zaradi nasprotujoče si lojalnosti do islama, Britancev in Indije ter zaradi nezaupanja do hindujcev. Hindu Mahasabha in Rashtriya Swayamsevak Sangh (RSS) sta si prizadevala zastopati hindujske interese, čeprav je slednji vedno trdil, da je "kulturna" organizacija. Siki so leta 1920 ustanovili Širomani Akali Dal. Vendar pa je največja in najstarejša politična stranka Indijski nacionalni kongres, ustanovljena leta 1885, poskušala ohraniti distanco do družbeno-verskih gibanj in identitetne politike.
- Dve srebrni rupiji, ki ju je izdal Britanski Raj leta 1862 oziroma 1886, prva na sprednji strani prikazuje doprsni kip Viktorije, kraljice, drugi Viktorije, cesarice. Victoria je leta 1876 postala indijska cesarica.
- Ronald Ross, levo, v Cunninghamovem laboratoriju predsedniške bolnišnice v Kalkuti, kjer so odkrili prenos malarije s komarji, kar je Rossu leta 1902 prineslo drugo Nobelovo nagrado za fiziologijo in medicino.
- Vlak Himalajske železnice Darjeeling, prikazan leta 1870. Železnica je bila leta 1999 vpisana na Unescov seznam svetovne dediščine.
- Drugi dan razveljavitve znamk, izdanih februarja 1931 v počastitev otvoritve New Delhija kot prestolnice Britansko-Indijskega imperija. Med letoma 1858 in 1911 je bila Kalkuta glavno mesto Raja.

#### Prva svetovna vojna
Med prvo svetovno vojno se je več kot 800.000 prostovoljcev prijavilo v vojsko in več kot 400.000 prostovoljcev za nebojne vloge, v primerjavi s predvojno letno rekrutacijo okoli 15.000 mož. Vojska je videla akcijo na zahodni fronti v enem mesecu po začetku vojne v prvi bitki pri Ypresu. Po letu dni na prvi črti so bolezen in žrtve zmanjšale indijski korpus do točke, ko so ga morali umakniti. Skoraj 700.000 Indijcev se je borilo proti Turkom v mezopotamskem pohodu. Indijske formacije so bile poslane tudi v vzhodno Afriko, Egipt in Galipoli.
Indijska vojska in cesarske enote so se bojevale med Sinajsko in Palestinsko kampanjo pri obrambi Sueškega prekopa leta 1915, pri Romaniju leta 1916 in do Jeruzalema leta 1917. Indijske enote so zasedle Jordansko dolino in po nemški spomladanski ofenzivi postale glavna sila v egipčanskih ekspedicijskih silah med bitko pri Megidu in pri napredovanju puščavskega konjeniškega korpusa proti Damasu cus in naprej do Alepa. Druge divizije so ostale v Indiji, varovale so severozahodno mejo in izpolnjevale notranje varnostne obveznosti.
Milijon indijskih vojakov je med vojno služilo v tujini. Skupaj jih je umrlo 74.187, nadaljnjih 67.000 pa je bilo ranjenih. Vrata Indije spominjajo na približno 90.000 vojakov, ki so umrli v prvi svetovni vojni in vojnah v Afganistanu.

#### Druga svetovna vojna
Britanska Indija je septembra 1939 uradno napovedala vojno nacistični Nemčiji. Britanski Raj je kot del zavezniških narodov poslal več kot dva in pol milijona vojakov prostovoljcev, da se pod britanskim poveljstvom borijo proti silam osi. Poleg tega je več indijskih kneževskih držav zagotovilo velike donacije za podporo zavezniški kampanji med vojno. Indija je bila tudi baza za ameriške operacije v podporo Kitajski na bojišču Kitajska Burma Indija.
Indijci so se z odliko bojevali po vsem svetu, tudi na evropskem bojišču proti Nemčiji, v severni Afriki proti Nemčiji in Italiji, proti Italijanom v vzhodni Afriki, na Bližnjem vzhodu proti vichyjevskim Francozom, v južnoazijski regiji, ko so branili Indijo proti Japoncem in se bojevali z Japonci v Burmi. Indijci so pomagali tudi pri osvoboditvi britanskih kolonij, kot sta Singapur in Hongkong, po japonski predaji avgusta 1945. V drugi svetovni vojni je umrlo več kot 87.000 vojakov s te podceline.
Indijski nacionalni kongres je obsodil nacistično Nemčijo, vendar se ni hotel boriti proti njej ali komur koli drugemu, dokler Indija ni bila neodvisna. Kongres je avgusta 1942 sprožil Gibanje za izstop iz Indije in zavračal kakršno koli sodelovanje z vlado, dokler ni bila podeljena neodvisnost. Vlada je bila na to potezo pripravljena. Takoj je aretirala več kot 60.000 voditeljev nacionalnega in lokalnega kongresa. Muslimanska liga je zavrnila gibanje Quit India in tesno sodelovala z oblastmi Raja.
Subhas Čandra Bose (imenovan tudi Netadži) je prekinil s kongresom in poskušal oblikovati vojaško zavezništvo z Nemčijo ali Japonsko, da bi pridobil neodvisnost. Nemci so Boseju pomagali pri oblikovanju indijske legije; vendar mu je Japonska pomagala prenoviti Indijsko narodno armado (INA), potem ko je bila Prva indijska narodna vojska pod vodstvom Mohana Singha razpuščena. INA se je borila pod japonskim vodstvom, večinoma v Burmi. [405] Bose je vodil tudi začasno vlado svobodne Indije (ali Azad Hind), vlado v izgnanstvu s sedežem v Singapurju. Vlada Azada Hinda je imela lastno valuto, sodišče in civilni zakonik; in v očeh nekaterih Indijcev je njen obstoj dal večjo legitimnost boju za neodvisnost proti Britancem.
Do leta 1942 je sosednjo Burmo napadla Japonska, ki je do takrat že zavzela indijsko ozemlje Andamanskih in Nikobarskih otokov. Japonska je 21. oktobra 1943 prepustila nominalni nadzor nad otoki začasni vladi Svobodne Indije, naslednjega marca pa je indijska nacionalna vojska s pomočjo Japonske prestopila Indijo in napredovala do Kohime v Nagalandu. Ta napredek na celini Indijske podceline je dosegel svojo najbolj oddaljeno točko na indijskem ozemlju, ko se je umaknil iz bitke pri Kohimi junija in iz bitke pri Imphalu 3. julija 1944.
Območje Bengalije v Britanski Indiji je v letih 1940–1943 utrpelo uničujočo lakoto. Ocenjuje se, da je 2,1–3 milijone umrlo zaradi lakote, pogosto označene kot »povzročene od človeka«, pri čemer večina virov trdi, da je vojna kolonialna politika poslabšala krizo.

### Gibanje za neodvisnost Indije (1885–1947)
Število Britancev v Indiji je bilo majhno, kljub temu pa so lahko neposredno vladali 52 % indijske podceline in imeli precejšen vpliv na knežje države, ki so predstavljale 48 % območja.
Eden najpomembnejših dogodkov v 19. stoletju je bil vzpon indijskega nacionalizma, zaradi katerega so Indijci najprej iskali »samoupravo« in kasneje »popolno neodvisnost«. Vendar pa si zgodovinarji delijo mnenje o vzrokih za njegov vzpon. Verjetni razlogi vključujejo »spopad interesov indijskega ljudstva z britanskimi interesi«, »rasno diskriminacijo« in »razkritje indijske preteklosti«.
Prvi korak k indijski samoupravi je bilo imenovanje svetnikov, ki so svetovali britanskemu podkralju leta 1861, prvi Indijanec pa je bil imenovan leta 1909. Ustanovljeni so bili tudi provinčni sveti z indijskimi člani. Sodelovanje svetnikov se je nato razširilo na zakonodajne svete. Britanci so zgradili veliko britansko indijsko vojsko, z višjimi častniki, ki so bili vsi Britanci in številnimi vojaki iz majhnih manjšinskih skupin, kot so Gurke iz Nepala in Siki. Državna uprava je bila vse bolj zapolnjena z domorodci na nižjih ravneh, pri čemer so Britanci imeli višje položaje.
Bal Gangadhar Tilak, indijski nacionalistični voditelj, je Svaradž (domačo vladavino) razglasil za usodo naroda. Njegov priljubljen stavek »Svaradž je moja rojstna pravica in jaz jo bom imel« je postal vir navdiha za Indijce. Tilaka so podprli vzhajajoči javni voditelji, kot sta Bipin Čandra Pal in Lala Ladžpat Rai, ki sta zagovarjala isto stališče, predvsem sta zagovarjala gibanje Svadeši, ki je vključevalo bojkot vseh uvoženih izdelkov in uporabo blaga, izdelanega v Indiji; triumvirat je bil popularno znan kot Lal Bal Pal. Pod njimi so tri velike indijske province – Maharaštra, Bengalija in Pandžab oblikovale povpraševanje ljudi in indijski nacionalizem. Leta 1907 je bil kongres razdeljen na dve frakciji: Radikali, ki jih je vodil Tilak, so zagovarjali civilno vznemirjenje in neposredno revolucijo za strmoglavljenje britanskega imperija in opustitev vsega britanskega. Zmerni, ki so jih vodili voditelji, kot sta Dadabhai Naoroji in Gopal Krišna Gokhale, so po drugi strani želeli reformo v okviru britanske vladavine.
Razdelitev Bengalije leta 1905 je še povečala revolucionarno gibanje za indijsko neodvisnost. Odvzem volilnih pravic je nekatere pripeljal do nasilnih dejanj.
Britanci so sami sprejeli pristop »korenčka in palice« kot priznanje za podporo Indije med prvo svetovno vojno in kot odgovor na obnovljene nacionalistične zahteve. Sredstva za doseganje predlaganega ukrepa so bila kasneje zapisana v zakonu o indijski vladi iz leta 1919, ki je uvedel načelo dvojnega načina upravljanja ali diarhije, v kateri so si izvoljeni indijski zakonodajalci in imenovani britanski uradniki delili oblast. Leta 1919 je polkovnik Reginald Dyer ukazal svojim enotam, naj streljajo z orožjem na miroljubne protestnike, vključno z neoboroženimi ženskami in otroki, kar je povzročilo pokol v Džalianvala Bagh; ki je vodilo do gibanja nesodelovanja 1920–1922. Pokol je bil odločilna epizoda proti koncu britanske vladavine v Indiji.
Od leta 1920 so voditelji, kot je Mahatma Gandhi, začeli zelo priljubljena množična gibanja za kampanjo proti Britanskemu Raju z večinoma miroljubnimi metodami. Gibanje za neodvisnost, ki ga je vodil Gandhi, je nasprotovalo britanski vladavini z nenasilnimi metodami, kot so nesodelovanje, državljanska nepokorščina in gospodarski odpor. Vendar pa so revolucionarne dejavnosti proti britanski vladavini potekale po vsej indijski podcelini in nekateri drugi so sprejeli militanten pristop, kot je republikansko združenje Hindustana, ki so ga ustanovili Čandrasekhar Azad, Bhagat Singh, Sukhdev Thapar in drugi, ki je skušalo strmoglaviti britansko oblast z oboroženim bojem.
Vseindijska muslimanska konferenca Azad se je aprila 1940 zbrala v Delhiju, da bi izrazila svojo podporo neodvisni in združeni Indiji. Njeni člani so vključevali več islamskih organizacij v Indiji, pa tudi 1400 nacionalističnih muslimanskih delegatov. Proseparatistična Vseindijska muslimanska liga je poskušala utišati tiste nacionalistične muslimane, ki so nasprotovali delitvi Indije, pogosto z uporabo »ustrahovanja in prisile«. Umor voditelja vseindijske muslimanske konference Azad Alaha Bakhša Soomra je proseparatistični vseindijski muslimanski ligi olajšal zahtevo po ustanovitvi Pakistana.

### Neodvisnost in delitev (okoli 1947–danes)
- Zemljevid prevladujočih religij Britanskega indijskega imperija, ki temelji na večinah po okrožjih na podlagi indijskega popisa
- Gandhi med obiskom Bele v Biharju, vasi, ki so jo prizadeli verski nemiri marca 1947. Na desni je Khan Abdul Gaffar Khan.
- Džavaharlal Nehru priseže kot prvi premier neodvisne Indije podkralj lord Louis Mountbatten ob 8.30 15. avgusta 1947.

Avgusta 1947 je bil Britansko indijski imperij razdeljen na Indijsko zvezo in Pakistansko dominion. Zlasti delitev Pandžaba in Bengalije je povzročila nemire med hindujci, muslimani in siki v teh provincah in se razširila na druge bližnje regije, pri čemer je umrlo približno 500.000 ljudi. Policijske in vojaške enote so bile večinoma neučinkovite. Britanski častniki so odšli in enote so začele tolerirati, če ne celo dejansko, nasilje nad svojimi verskimi sovražniki. Prav tako je bilo v tem obdobju ena največjih množičnih migracij kjer koli v moderni zgodovini, s skupno 12 milijoni hindujcev, sikov in muslimanov, ki so se selili med novonastalima državama Indije in Pakistana (ki sta se osamosvojila 15. oziroma 14. avgusta 1947). Leta 1971 se je Bangladeš, prej Vzhodni Pakistan in Vzhodna Bengalija, odcepil od Pakistana.

#### Tiskani viri
- Antonova, K.A.; Bongard-Levin, G.; Kotovsky, G. (1979). История Индии [History of India] (v ruščini). Moscow: Progress.
- Arnold, David (1991), Famine: Social Crisis and Historical Change, Wiley-Blackwell, ISBN 978-0-631-15119-7
- Asher, C.B.; Talbot, C (1. januar 2008), India Before Europe (1. izd.), Cambridge University Press, ISBN 978-0-521-51750-8
- Bandyopadhyay, Sekhar (2004), From Plassey to Partition: A History of Modern India, Orient Longman, ISBN 978-81-250-2596-2
- Bayly, Christopher Alan (2000) [1996], Empire and Information: Intelligence Gathering and Social Communication in India, 1780–1870, Cambridge University Press, ISBN 978-0-521-57085-5
- Bose, Sugata; Jalal, Ayesha (2003), Modern South Asia: History, Culture, Political Economy (2nd izd.), Routledge, ISBN 0-415-30787-2
- Brown, Judith M. (1994), Modern India: The Origins of an Asian Democracy (2nd izd.), ISBN 978-0-19-873113-9, arhivirano iz prvotnega spletišča dne 12. decembra 2011, pridobljeno 24. julija 2023
- Bentley, Jerry H. (Junij 1996), »Cross-Cultural Interaction and Periodization in World History«, The American Historical Review, 101 (3): 749–770, doi:10.2307/2169422, JSTOR 2169422
- Chauhan, Partha R. (2010). »The Indian Subcontinent and 'Out of Africa 1'«.  V Fleagle, John G.; Shea, John J.; Grine, Frederick E.; Baden, Andrea L.; Leakey, Richard E. (ur.). Out of Africa I: The First Hominin Colonization of Eurasia. Springer Science & Business Media. str. 145–164. ISBN 978-90-481-9036-2.
- Collingham, Lizzie (2006), Curry: A Tale of Cooks and Conquerors, Oxford University Press, ISBN 978-0-19-532001-5
- Daniélou, Alain (2003), A Brief History of India, Rochester, VT: Inner Traditions, ISBN 978-0-89281-923-2
- Datt, Ruddar; Sundharam, K.P.M. (2009), Indian Economy, New Delhi: S. Chand Group, ISBN 978-81-219-0298-4
- Devi, Ragini (1990). Dance Dialects of India. Motilal Banarsidass. ISBN 978-81-208-0674-0.
- Doniger, Wendy, ur. (1999). Merriam-Webster's Encyclopedia of World Religions. Merriam-Webster. ISBN 978-0-87779-044-0.
- Donkin, Robin A. (2003), Between East and West: The Moluccas and the Traffic in Spices Up to the Arrival of Europeans, Diane Publishing Company, ISBN 978-0-87169-248-1
- Eaton, Richard M. (2005), A Social History of the Deccan: 1300–1761: Eight Indian Lives, The new Cambridge history of India, zv. I.8, Cambridge University Press, ISBN 978-0-521-25484-7
- Fay, Peter Ward (1993), The forgotten army : India's armed struggle for independence, 1942–1945, University of Michigan Press, ISBN 978-0-472-10126-9
- Fritz, John M.; Michell, George, ur. (2001). New Light on Hampi: Recent Research at Vijayanagara. Marg. ISBN 978-81-85026-53-4.
- Fritz, John M.; Michell, George (2016). Hampi Vijayanagara. Jaico. ISBN 978-81-8495-602-3.
- Guha, Arun Chandra (1971), First Spark of Revolution, Orient Longman, OCLC 254043308
- Gupta, S.P.; Ramachandran, K.S., ur. (1976), Mahabharata, Myth and Reality – Differing Views, Delhi: Agam prakashan
- Gupta, S.P.; Ramachandra, K.S. (2007). »Mahabharata, Myth and Reality«.  V Singh, Upinder (ur.). Delhi – Ancient History. Social Science Press. str. 77–116. ISBN 978-81-87358-29-9.
- Kamath, Suryanath U. (1980), A concise history of Karnataka: From pre-historic times to the present, Bangalore: Archana Prakashana, OCLC 7796041
- Keay, John (2000), India: A History, Atlantic Monthly Press, ISBN 978-0-87113-800-2
- Kenoyer, J. Mark (1998). The Ancient Cities of the Indus Valley Civilisation. Oxford University Press. ISBN 978-0-19-577940-0.
- Kulke, Hermann; Rothermund, Dietmar (2004) [First published 1986], A History of India (4th izd.), Routledge, ISBN 978-0-415-15481-9
- Law, R. C. C. (1978), »North Africa in the Hellenistic and Roman periods, 323 BC to AD 305«,  v Fage, J.D.; Oliver, Roland (ur.), The Cambridge History of Africa, zv. 2, Cambridge University Press, ISBN 978-0-521-20413-2
- Ludden, D. (2002), India and South Asia: A Short History, One World Media, ISBN 978-1-85168-237-9
- Massey, Reginald (2004). India's Dances: Their History, Technique, and Repertoire. Abhinav Publications. ISBN 978-81-7017-434-9.
- Metcalf, B.; Metcalf, T.R. (9. oktober 2006), A Concise History of Modern India (2nd izd.), Cambridge University Press, ISBN 978-0-521-68225-1
- Meri, Josef W. (2005), Medieval Islamic Civilization: An Encyclopedia, Routledge, ISBN 978-1-135-45596-5
- Michaels, Axel (2004), Hinduism. Past and present, Princeton, New Jersey: Princeton University Press
- Mookerji, Radha Kumud (1988) [First published 1966], Chandragupta Maurya and his times (4th izd.), Motilal Banarsidass, ISBN 81-208-0433-3
- Mukerjee, Madhusree (2010). Churchill's Secret War: The British Empire and the Ravaging of India During World War II. Basic Books. ISBN 978-0-465-00201-6.
- Müller, Rolf-Dieter (2009). »Afghanistan als militärisches Ziel deutscher Außenpolitik im Zeitalter der Weltkriege«.  V Chiari, Bernhard (ur.). Wegweiser zur Geschichte Afghanistans. Paderborn: Auftrag des MGFA. ISBN 978-3-506-76761-5.
- Niyogi, Roma (1959). The History of the Gāhaḍavāla Dynasty. Oriental. OCLC 5386449.
- Petraglia, Michael D.; Allchin, Bridget (2007). The Evolution and History of Human Populations in South Asia: Inter-disciplinary Studies in Archaeology, Biological Anthropology, Linguistics and Genetics. Springer Science & Business Media. ISBN 978-1-4020-5562-1.
- Petraglia, Michael D. (2010). »The Early Paleolithic of the Indian Subcontinent: Hominin Colonization, Dispersals and Occupation History«.  V Fleagle, John G.; Shea, John J.; Grine, Frederick E.; Baden, Andrea L.; Leakey, Richard E. (ur.). Out of Africa I: The First Hominin Colonization of Eurasia. Springer Science & Business Media. str. 165–179. ISBN 978-90-481-9036-2.
- Pochhammer, Wilhelm von (1981). India's Road to Nationhood: A Political History of the Subcontinent. Allied Publishers. ISBN 978-81-7764-715-0.
- Ratnagar, Shereen (2006a). Trading Encounters: From the Euphrates to the Indus in the Bronze Age (2nd izd.). Oxford University Press. ISBN 978-0-19-566603-8.
- Raychaudhuri, Tapan; Habib, Irfan, ur. (1982). The Cambridge Economic History of India, Volume 1: c. 1200 – c. 1750. Cambridge University Press. ISBN 978-0-521-22692-9.
- Reddy, Krishna (2003). Indian History. New Delhi: Tata McGraw Hill. ISBN 978-0-07-048369-9.
- Robb, P (2001). A History of India. London: Palgrave.
- Samuel, Geoffrey (2010), The Origins of Yoga and Tantra, Cambridge University Press
- Sarkar, Sumit (1989) [First published 1983]. Modern India, 1885–1947. MacMillan Press. ISBN 0-333-43805-1.
- Sastri, K. A. Nilakanta (1955). A history of South India from prehistoric times to the fall of Vijayanagar. New Delhi: Oxford University Press. ISBN 978-0-19-560686-7.
- Sastri, K. A. Nilakanta (2002) [1955]. A history of South India from prehistoric times to the fall of Vijayanagar. New Delhi: Oxford University Press. ISBN 978-0-19-560686-7.
- Schomer, Karine; McLeod, W.H., ur. (1987). The Sants: Studies in a Devotional Tradition of India. Motilal Banarsidass. ISBN 978-81-208-0277-3.
- Sen, Sailendra Nath (1. januar 1999). Ancient Indian History and Civilization. New Age International. ISBN 978-81-224-1198-0.
- Singh, Upinder (2008), A History of Ancient and Early Medieval India: From the Stone Age to the 12th Century, Pearson, ISBN 978-81-317-1120-0
- Sircar, D C (1990), »Pragjyotisha-Kamarupa«,  v Barpujari, H K (ur.), The Comprehensive History of Assam, zv. I, Guwahati: Publication Board, Assam, str. 59–78
- Sumner, Ian (2001), The Indian Army, 1914–1947, Osprey Publishing, ISBN 1-84176-196-6
- Thapar, Romila (1977), A History of India. Volume One, Penguin Books
- Thapar, Romila (1978), Ancient Indian Social History: Some Interpretations (PDF), Orient Blackswan, arhivirano iz prvotnega spletišča (PDF) dne 14. februarja 2015
- Thapar, Romila (2003). The Penguin History of Early India (First izd.). Penguin Books India. ISBN 978-0-14-302989-2.
- Williams, Drid (2004). »In the Shadow of Hollywood Orientalism: Authentic East Indian Dancing« (PDF). Visual Anthropology. Routledge. 17 (1): 69–98. doi:10.1080/08949460490274013. S2CID 29065670. Arhivirano iz prvotnega spletišča (PDF) dne 4. marca 2016. Pridobljeno 1. julija 2020.